# テレビ愛知
テレビ愛知株式会社（テレビあいち、英: Aichi Television Broadcasting Co., Ltd. 略称：TVA）は、愛知県を放送対象地域としたテレビジョン放送を行う特定地上基幹放送事業者である。愛知県名古屋市中区に本社を置く在名テレビジョン放送局。
テレビ東京系列（TXNネットワーク）に属している同系列の中核局でもある。コールサインはJOCI-DTV（名古屋 23ch / 1kW）、リモコンキーIDはテレビ東京系列で唯一の「10」で、「10チャンネル」の通称でも呼ばれる。

## 放送局概要

### 事業所
- 本社 - 愛知県名古屋市中区大須2丁目4番8号 〒460-8325

- 栄オフィス - 愛知県名古屋市中区栄4丁目16番33号 日本経済新聞名古屋支社ビル5階 〒460-8787 - 事業局と営業部がこちらに分離して、それ以外の全ての部署が本社に置かれている。久屋大通に面している。
- 東海・三河支社 - 愛知県岡崎市唐沢町11番5号 第一生命・三井住友海上岡崎ビル8階 〒444-0043 - 静岡県浜松市の取材も担当する。
- 岐阜支社 - 岐阜県岐阜市柳ケ瀬通1丁目12番地 岐阜中日ビル7階 〒500-8875
- 東京支社 - 東京都港区西新橋2丁目9番1号 PMO西新橋6階 - 〒105-0003 - テレビ東京系列局が無い山梨県で重大事故が発生した場合にも対応する。
- 大阪支社 - 大阪府大阪市北区堂島浜1丁目4番19号 マニュライフプレイス堂島8階 〒530-0004

※かつては三重県津市に三重支社が存在したが、本社（名古屋）に統合される形で廃止された。

### 特記事項
テレビ愛知は、他の在名テレビ局4社が中京広域圏（東海3県）を放送エリアとしているのに対して、在名民放テレビ局では唯一愛知県全域のみを放送対象地域としている県域放送である（系列局のテレビ大阪も同様に大阪府の県域放送）。そのため、瀬戸デジタルタワーから放送している地上デジタル放送では、送信出力が広域（岐阜県・三重県をエリアに含む）民放である4社と比べて抑えられている（NHK名古屋総合も愛知県域放送であるが、広域民放4社と同じ出力で放送している）上、スピルオーバー抑止のための指向性がかけられているため、愛知県内でも難視聴地域が一部で発生した。そのため、2010年2月10日にはJRセントラルタワーズ（名駅地区）・名古屋国際センターに建てたデジタル中継局に予備免許が与えられ、4月30日に試験放送を開始。そして、6月23日に運用および本放送を開始した（当初は6月30日を予定していた）。これは瀬戸デジタルタワーから見て高層ビル群の影にあたる名古屋市西部および南部・清須市・あま市などの難視聴区域の解消を狙ったものである。名古屋市内にデジタル放送の中継局を設けたのは、NHK名古屋放送局とともに、民放では同社が初ということである。なお、同年秋には名古屋市緑区大高に中継局を建てることも発表した。さらに、NHK名古屋放送局のみ開局を予定していた一部中継局でも、デジタル難視聴を解消させるために開局している。その結果、当局のデジタル中継局は、愛知県内では広域民放4社より7局多い17局が設置されている。

## 沿革
- 1982年（昭和57年）
  - 7月13日 - 予備免許交付。
  - 12月1日 - 設立。当初は「テレビ名古屋」（略称 TVN：TV Nagoya[注 3]）の社名で開局を目指していたが、登記時社名がテレビ朝日系列の名古屋テレビ（メ～テレ）と酷似しているとして却下され、さらには名古屋テレビに商標権を登録されていたため、「愛知」を社名に使用した[12]。
- 1983年（昭和58年）
  - 社屋竣工：地下1階、地上6階建て。敷地面積は1,430㎡、総床面積は6,994㎡[12]。
  - 8月25日 - サービス放送を開始。同時にカラー放送（中京地区では同時が2番目・トータルが5番目）と音声多重放送（JOCI-TAM、在名民放5局中4番目）を開始。
  - 9月1日 - 午前5時58分にテレビ本放送を開始。日本の民放テレビ局では100局目の開局となる。
    - 開局後初めて放送された番組は「清元・四季三葉草」。初めて放送されたネット番組は午前6時30分からビジネスマンNEWS。7時5分から放送のおはようスタジオは開局を記念して名古屋からも生放送した[13]。
- 1985年（昭和60年）5月12日 - 大分県の新大分球場で行われた広島東洋カープ主催試合を自社制作による初の中日ドラゴンズ戦中継として放送した。翌1986年（昭和61年）にはヤクルトスワローズ（現在の東京ヤクルトスワローズ）の放送権を獲得する（テレビ愛知社史より参考・引用）。
- 1995年（平成7年）9月1日 ‐ マスコットキャラクター『ティーバ・ファミリー』がデビューする。
- 1996年（平成8年）5月7日 - プロ野球・中日ドラゴンズ戦の中継で、在阪局以外では初となった阪神甲子園球場での対阪神タイガース戦を中継した（テレビ愛知社史より参考・引用）。
- 1997年（平成9年）
  - それまで他局でも採用されていた天気予報のスタイルから、日本気象協会とテレビ愛知をケーブルで結び、昼夜問わず協会職員による生音声の予報を実現した「気象情報番組自動送出システム」でのスタイルに変更（気象協会側に放送機器を操作するスタッフが必要なことから、子会社のアイプロから派遣）。国際放送機器展でも公開した。
  - 6月13日 - 後に開催された2005年日本国際博覧会の開催決定を、モナコで12日（現地時間）に開催されたBIEの総会会場とを衛星中継で結ぶなどの特別番組編成を組んで様子を伝えた。放送時間は0:45 - 1:15。
- 1998年（平成10年）
  - 3月 - ナゴヤドームで行われたオリックスブルーウェーブとのオープン戦を生中継（テレビ愛知社史より参考・引用）。
  - 10月3日 ‐ 同局制作のテレビアニメ『突撃!パッパラ隊』を放送開始（翌年3月27日まで放送し、現在のテレビ愛知制作土曜朝8時枠のアニメに至る）。
- 2000年（平成12年）3月1日 ‐ マスコットキャラクター『A』がデビューする。また、同時に局ロゴを「テレビあいち」とひらがな表記されるようになる（ただし、一部を除いて製作著作クレジットもテレビ愛知のまま）。
- 2003年（平成15年）
  - 1月1日 - マスコットキャラクター『ホーリー』がデビューする。
  - 12月1日 - この日の11時からデジタル放送を開始（コールサイン：JOCI-DTV）。
- 2004年（平成16年）
  - 3月22日 - アナログ・デジタル統合マスターに更新（東芝製）。
  - 10月1日 ‐ マスコットキャラクター『デジタル10チャンネル』がデビューする。
- 2007年（平成19年）9月6日 - プロ野球・中日ドラゴンズ戦の中継で、対読売ジャイアンツ（巨人）戦（ナゴヤドーム）に参入。ただし、制作はテレビ愛知ではなくテレビ東京が一貫して全て担当した。それ以前の同年5月13日にも巨人対中日戦（東京ドーム）の中継を放送。同年11月1日には中日が53年ぶりの日本一を決めた日本シリーズ第5戦・対北海道日本ハムファイターズ戦（ナゴヤドーム）を、日本シリーズでは民放初となる完全中継を行った。
- 2008年（平成20年）
  - 1月28日 - マスコットキャラクター『といろちゃん』がデビューする。
  - 9月1日 ‐ 開局25周年。
- 2009年（平成21年）4月 - ハイビジョン対応の報道用SNG中型中継車（車両は三菱ふそう・キャンター）を導入。同月に三重県桑名市で行われた東建ホームメイトカップの中継より本格稼動した。なお、この中継車は雑誌『放送技術』2009年（平成21年）10月号でテレビ愛知の担当者の執筆した文章と中継車の写真などとともに紹介された。
- 2010年（平成22年）10月 - 中部日本放送（CBC、現・CBCテレビ）と系列局で世界バレー女子東京大会の放送があるため、同局系列はプロ野球日本シリーズ中日ドラゴンズ対千葉ロッテマリーンズ中継の放送権を獲得せず、当放送局が愛知ローカルで第1戦（ナゴヤドーム）の放送権を獲得した。なお、当該枠（10月30日）はローカルセールスであるためテレビ大阪にもネット中継するが、他の系列4局には放送しない[14]。
- 2011年（平成23年）7月24日 - アナログ放送終了。
- 2013年（平成25年）9月1日 - 開局30周年。
- 2018年（平成30年）9月1日 - 開局35周年。5時間の生放送番組など特別番組を放送する。
- 2020年（令和2年）3月27日 - 在名4局（東海テレビ、中京テレビ、CBCテレビ）と共同で在名民放局共同配信サービス『Locipo』を開始した[15]。
- 2021年（令和3年）4月1日 - デジタルコンテンツなどを手掛ける子会社、TVA advanceを設立[16]。
- 2024年（令和6年）5月13日 - オープニング映像にSKE48 TeamKⅡのメンバー14人が出演する[17]。

### ネットワークの変遷
- 1983年（昭和58年）9月1日 - 前年（1982年（昭和57年））3月に開局したテレビ大阪に次ぐ、テレビ東京系列の第2号フルネット局として開局した（東海3県で唯一）。

### 社史・記念誌
- テレビ愛知10年史（1993年9月発行、162ページ）
- テレビ愛知15年史（1998年9月発行、195ページ）

ともにテレビ愛知株式会社社史編纂委員会編集。

## 資本構成
企業・団体は当時の名称。出典：

### 概要
かつては読売新聞社や毎日新聞社もテレビ愛知の主要株主であったが、現在では名を連ねていない。なお、読売新聞社は日本テレビ放送網（NTV）との間には資本関係があるが、その在名系列局の中京テレビ放送（CTV）との間には読売新聞東京本社・読売新聞グループ本社ともに主要株主としての資本関係は無く、同じく在名局で朝日新聞社やテレビ朝日（EX）などが資本の主体である名古屋テレビ放送（NBN・メ〜テレ）とは東京本社・グループ本社ともに資本関係がある。また、毎日新聞社はメ〜テレとの間に資本関係がある。

### 2021年3月31日現在
| 資本金 | 発行済株式総数 | 株式数 |
| ------ | -------------- | ------ |
| 10億円 | 20,000株       | 36     |

| 株主           | 株式数  | 比率   |
| -------------- | ------- | ------ |
| 日本経済新聞社 | 4,180株 | 20.90% |
| テレビ東京     | 2,035株 | 10.17% |
| 中日新聞社     | 2,000株 | 10.00% |
| ナゴヤドーム   | 1,600株 | 08.00% |
| テレビ大阪     | 1,390株 | 06.95% |
| 愛知県知事     | 0,600株 | 03.00% |
| 三菱UFJ銀行    | 0,600株 | 03.00% |
| 名古屋鉄道     | 0,600株 | 03.00% |
| 中部電力       | 0,600株 | 03.00% |
| トヨタ自動車   | 0,600株 | 03.00% |
| 岐阜新聞社     | 0,600株 | 03.00% |
| 朝日新聞社     | 0,600株 | 03.00% |
| 三重テレビ放送 | 0,600株 | 03.00% |

## 備考
- 周波数割当てに広域放送には空きが無く県域放送に空いていたことと、開局以前より岐阜放送と三重テレビがテレビ東京の番組を多くネットしていた関係で、中京広域圏ではなくテレビ大阪と同様の愛知県のみを対象地域とする県域放送局として放送免許が下りた。ただし、岐阜・三重両県内にもテレビ愛知の事業所がある。
- アナログテレビ放送の送信は、中京テレビの当時の敷地内にある東山タワーを間借りしていた。これは以前に日経が同局との関係があったため、同局と同じ東山タワーからの送信ができるようになったという経緯がある。
- 送信出力が他の在名民放4局が設定している数値の3分の1であるにもかかわらず、愛知県とその周辺地域3,698,000世帯（中京広域圏の総世帯数の約93%）をカバーしている。
  - ただし、愛知県内にも難視聴世帯はあり、県内約2,522,600世帯中、アナログは視聴可だがデジタルは視聴不可の世帯は約4,100 - 約11,400世帯（直接受信）・約2,360世帯（共聴）、アナログ・デジタルともに視聴不可の世帯は約4,610世帯である[23]。これを解消するため、2010年（平成22年）2月15日未明と2月21日未明に瀬戸デジタルタワーのアンテナ指向性改善工事が行われ、これまで難視聴地域だった地域での受信状況が改善された[24]。また、テレビ愛知専用の中継局（一部はNHK名古屋との共用）も順次整備された。
  - 名古屋親局の放送区域（中距離受信用アンテナで受信できる地域）は、愛知県のほぼ全域（豊橋市などの東三河などでは豊橋中継局などの中継所で対応）と岐阜県岐阜市・海津市・羽島市・羽島郡・各務原市・大垣市・安八郡、三重県桑名市・朝日町・川越町・木曽岬町の約230万世帯である。中京広域圏は、濃尾平野や伊勢湾といった放送電波が遮断されにくい好条件に恵まれた場所が多く、放送区域から外れる地域でもパラスタックアンテナなどを使用するなどして視聴されている。アナログ波に関しては特に指向性は掛けられていないが、デジタル波に関しては瀬戸デジタルタワーの低い位置から送信していることや指向性を持たせている（電波の強さが8方向別に異なる）こと、親局のERPが広域局（34kW）の15%（5.1kW）の弱さ[注 5]により、アナログ波では受信可能な地域でも受信困難になったとの報告も見られ、現在よりも素子数の多いUHFアンテナへの付け替えや高い場所へのアンテナの再設置が必要になった世帯もある。
- テレビ愛知のロゴはグラフィックデザイナーの岡本滋夫によるもの[25]で、「愛」の字のうち「心」の部分がハートマークになっているのは1983年（昭和58年）の開局当初から変わっていない。
  - TXN系列局で開局当初からのロゴを現在使用しているのはテレビ愛知（略称・社名とも）のほか、テレビ北海道（略称・社名とも）にもある。
- 2007年（平成19年）5月31日、テレビ東京の菅谷定彦社長（当時）は、定例会見においてテレビ大阪の京都府や兵庫県への放送エリア拡大（系列局新規開局の可能性もあり）に加えて、宮城・静岡・広島の3県に系列局を新設するとし、そのうち静岡県内に関しては系列局の新規開局かテレビ愛知の同県への放送エリア拡大が検討されていると表明したものの、その後の具体的な動きはない。

### 新聞の番組表での掲載扱いの違い
- 同局の大株主で資本力の強い中日新聞のテレビ番組表の扱いも、紙面の一番左に掲載されるNHK名古屋放送局（総合・Eテレ）より右側の掲載位置が中京圏の各県それぞれで異なっている。
  - 愛知県版では、さらに中日資本が強いCBCテレビと東海テレビの次にフルサイズで掲載されている。
  - 三重県版では、愛知県版でテレビ愛知の番組欄を掲載している位置に中日資本の地元県域局・三重テレビの番組をフルサイズで掲載しているため、テレビ愛知は解説欄のハーフサイズ扱いで掲載している。一時期はさらに中日資本が無いメ〜テレ（名古屋テレビ）と中京テレビの番組の隣にフルサイズで掲載していた。また、同県でも伊賀・紀州地域は直接受信が不可能であることや、近畿広域圏のテレビ放送が受信可能なことなどを配慮して掲載していない。なお、三重版夕刊では中京テレビの隣にフルサイズで掲載されていた。
  - 岐阜県版では、CBCテレビと東海テレビの隣は中日資本が無いメ〜テレと中京テレビの番組表を掲載し、さらにその隣にフルサイズでテレビ愛知の番組表を掲載している。同県内でも半数近くの世帯が受信可能で、特に岐阜市や大垣市、可児市周辺など愛知県境に近い南部地方で視聴者が多い。そして直接受信不可能な地域でもケーブルテレビでの再送信（先述のとおり岐阜県内全域でコミュファ光テレビ経由による再送信）が行われており、それらの世帯に配慮してフルサイズで掲載されている。
  - 夕刊に関しては2011年（平成23年）7月23日付まで東海3県共朝刊と同様の配列だったが、同年7月25日付からは3県（広域）共通のものに変更された。
- 東海3県で販売される中日スポーツでは、中日新聞の愛知県版と同様にCBCテレビと東海テレビの次にテレビ愛知の番組表を掲載している。また毎週日曜日の中日新聞朝刊に折り込まれる別刷り特集『週間テレビガイド』（中日サンデー版に内包）の番組欄では東海3県（伊賀・紀州除く）と共に、CBCテレビと東海テレビの次にテレビ愛知の番組表が掲載されている。
- 岐阜新聞では開局以来、他局とは違った並びのところにハーフサイズで掲載されている。なお岐阜新聞社は前述の通りテレビ愛知に出資しており、愛知県に現在のテレビ愛知となる電波が割り当てられたときも社会面でわりと大きく報じていた（2010年（平成22年）、岐阜放送に中日新聞本社が資本参加する）。
- 伊勢新聞では岐阜新聞と違い同じ並びに掲載されているが、三重テレビと同様にハーフサイズでの掲載となっている。伊勢新聞は現在は三重テレビとの関係が切れているが、三重テレビの放送対象地域が地元三重県であるため、同じ列で三重テレビが上、テレビ愛知が下に掲載されている。
- 静岡新聞では2011年（平成23年）7月24日から全県共通版になった事から在京キー局とtvk・在名局と共にハーフサイズ扱いで掲載している。同じ列で在京キー局とテレビ神奈川が上、在名局が下に掲載されている。
- 朝日新聞名古屋本社版では、2009年（平成21年）3月29日付けまでは在名局の他局と同様に朝刊にフルサイズで掲載していたが、紙面スペースなどの都合（BSデジタル放送の番組表を最終面に移設したため）により、同3月30日付けからの朝刊は約2/3サイズに縮小し、残り1/3サイズに岐阜放送が入る仕様に変更されていた（夕刊は従来と同じでフルサイズである）。2010年（平成22年）3月29日から再び朝刊もフルサイズに戻している。なお朝日新聞は1986年（昭和61年）頃の一時期、愛知・岐阜・三重の3局ともハーフサイズにしていたことがある。
- 産経新聞大阪本社が発行する東海地方向けの新聞（朝刊6版。伊賀地方は除く）はハーフサイズで収録されている。
- 上記以外の全国紙の名古屋発行の新聞は伊賀・熊野を除きフルサイズで掲載されているが、中日以外の三重県伊賀・熊野地域向けの新聞（原則として大阪本社発行だが、読売新聞は熊野向けのみ中部支社発行）においても、先述したように直接受信が不可能であることや近畿地方のテレビ局が受信できる地域に配慮する形で多くは掲載されていないが、朝日新聞の三重熊野版（大阪本社発行）では右端にハーフサイズで同局の番組表が掲載されている。なお同じテレビ東京系のテレビ大阪についても、伊賀・熊野向けの新聞、並びに和歌山県の地方紙には番組表が収録されていない（他はハーフかクォーターサイズで収録）。

## 送信所・中継局

### デジタル放送
- 送信所 - 名古屋（瀬戸デジタルタワー）[26]
- コールサイン - JOCI-DTV
- コールネーム - テレビ愛知デジタルテレビジョン
- 物理チャンネル - 23ch

この物理チャンネルは、キー局のテレビ東京の東京タワー→東京スカイツリーと同一周波数であり、かつてのテレビせとうちのアナログ親局周波数でもあった。またデジタル中継局はTVQ九州放送のデジタル親局と同じ26chが多い。
- 空中線電力 - 1kW
- リモコンキーID - 10

下記の通り、TXNネットワーク唯一の「10」であるうえに、それをも通り越した“7以外”。更に他局を含めても2桁IDは「10」同士で日本テレビ系列局の読売テレビ（アナログ親局を踏襲）と本局、過去を含めても「12」の放送大学だけである（CATV自主放送やエリア放送を含めるとこの限りではない）。
1桁でも「9」は全国5大民放ネットワーク加盟はどの局も未使用で独立局2局（東京都のTOKYO MXと奈良県の奈良テレビ）のみが使用しており、3大都市圏以外は「8」以下に集約されている。
- 3桁 - 101、102、103、105（臨時用）、701（ワンセグ用）。

#### デジタル放送のチャンネルについて

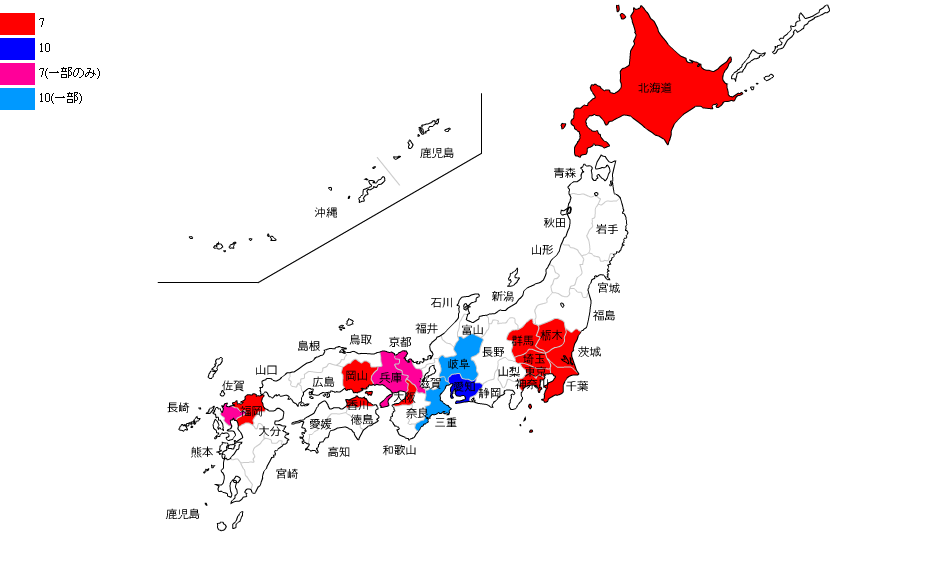
テレビ東京系列のリモコンキーID地図

- 地上デジタル放送のリモコンキーIDは、日本テレビ系列局の準キー局の読売テレビと同じ「10」を使用している。原則としてテレビ東京やテレビ大阪やTVQ九州放送など他のTXNネットワークの系列局がリモコンキーIDを「7」で統一する中、唯一テレビ愛知だけが「7」を使用していない。
- 当初はリモコンキーIDをテレビ東京系列局の他局と同じ「7」を希望していたが、テレビ局としての開局順に優先して番号を選択することになっていたため、テレビ愛知より14年早く開局した三重県の三重テレビ（独立局）が先に獲得した。
  - 次の候補としては「8」を挙げていたが[注 6]、やはりテレビ愛知より開局が21年（テレビは15年）早かった岐阜県の岐阜放送（独立局）が先に獲得した[注 7]。
  - 一桁で空き番号となっていた「9」は、リモコンキーIDが割り当てられる時にまだNHK名古屋の教育テレビ（Eテレ）がアナログ放送のチャンネル番号で使用していたこともあり、混乱を避けるために選択せず、結局「10」を選択することとなった[注 8][注 9]。
- 先述のようにTXNではテレビ愛知のみリモコンキーIDが異なるため、TXNネットワーク各局で2011年に放送された「地デジ7チャン」の告知ジャンクションにおいては本局での放送分のみ、ナレーションも含めて「地デジ10チャン」といった専用のスポットに差し替える措置がとられていた。他の番組でも紹介があり、差し替えを行わない場合、但し書きによる補足「※テレビ愛知は10チャンネル」が加えられることもあった。

#### デジタル中継所
- 豊橋 26ch 10W
- 田原 26ch 3W（垂直偏波）
- 常滑 26ch 3W
- 国際センター 26ch 3W（垂直偏波）
- 名駅 26ch 2W
- 大高 26ch 2W
- 二川 26ch 300mW
- 鳳来大野 23ch 300mW
- 犬山南 51ch 300mW
- 赤羽根 32ch 300mW
- 幡豆 26ch 300mW（垂直偏波）
- 知多内海 38ch 100mW
- 山海 38ch 50mW
- 本宿 43ch 50mW
- 稲武東 26ch 50mW
- 稲武西 23ch 10mW

### アナログ放送
2011年7月24日停波時点
- チャンネル JOCI-TV 25ch
- リモコンポジションはアナログ時代も10か、当時のテレ東と同じ12のどちらかが多かった。
- 送信所 東山タワー（中京テレビ放送旧本社内）
- 空中線電力 映像10kW 音声2.5kW

#### アナログ中継所
- 豊橋 52ch 映像100W / 音声25W
- 田原 32ch 映像30W / 音声7.5W（垂直偏波）
- 豊田 49ch 映像10W / 音声2.5W（垂直偏波）
- 二川 37ch 映像3W / 音声750mW
- 小牧桃花台 32ch 映像3W / 音声750mW（垂直偏波）
- 鳳来大野 33ch 映像1W / 音声250mW
- 美浜河和 53ch 映像1W / 音声2.5W
- 稲武東 49ch 映像100mW / 音声25mW
- 稲武西 36ch 映像100mW / 音声25mW
- 下半田川 53ch 映像100mW / 音声25mW
- 知多南粕谷 51ch 映像100mW / 音声25mW
- 九久平 48ch 映像100mW / 音声25mW
- 鳳来長篠 48ch 映像100mW / 音声25mW
- 鳳来大野北 49ch 映像100mW / 音声25mW
- 岡崎明大寺 67ch 映像500mW / 音声50mW （SHF）1994年3月31日廃局

## 区域外再放送
以下のケーブルテレビで区域外再放送をしている。

### 中京広域圏内

#### 岐阜県
- 大垣ケーブルテレビ
- 揖斐川町放送通信ネットワーク - 揖斐川町の一部視聴不可。
- おりべネットワーク
- ケーブルテレビ可児
- シーシーエヌ
- コミュファ光テレビ - 恵那市・中津川市・高山市・下呂市・郡上市・飛騨市・加茂郡坂祝町・同郡富加町・同郡川辺町の全域と岐阜市の一部視聴不可。関市・瑞浪市・御嵩町も視聴不可地域だったが、2017年（平成29年）7月より順次提供開始。

#### 三重県
熊野地方ではテレビ和歌山 (WTV) の再放送により、三重テレビ (MTV) では放送されないテレビ東京系番組の一部が視聴できる（新宮市に最も近い紀宝町などでは新宮中継局の直接受信もできる）。
- アイティービー
- ケーブルネット鈴鹿
- シー・ティー・ワイ
- ZTV - 東紀州（紀南）地域を除く。
- 松阪ケーブルテレビ・ステーション
- ラッキータウンテレビ
- コミュファ光テレビ - 熊野・東紀州も対象であるが、伊勢市・鳥羽市・玉城町・明和町では視聴不可。また、業務区域外の伊賀市・名張市では光テレビサービスが利用できない。

### 中京広域圏外

#### 長野県
- 泰阜村コミュニケーションネットワーク

#### 静岡県
- 浜松ケーブルテレビ（旧浜松市域のみ） - 2023年（令和5年）3月31日までの期間限定[27]。

### 廃止
特記を除いてアナログ放送の終了に伴い、2011年（平成23年）7月24日をもって終了。

#### 岐阜県
- 郡上ケーブルテレビ
- 下呂ネットサービス（金山地区のみ）
- アミックスコム（恵那市のみ） - 2015年（平成27年）3月12日正午を以て終了。
- 東白川CATV

#### 長野県
- 飯田ケーブルテレビ
- コミュニケーションネットワーク阿南

## スタジオ

### 本社
- 第1スタジオ（95坪） - 主に情報・バラエティ番組を中心に使用。
- 第2スタジオ（12坪） - 主に報道番組を中心に使用。

### その他

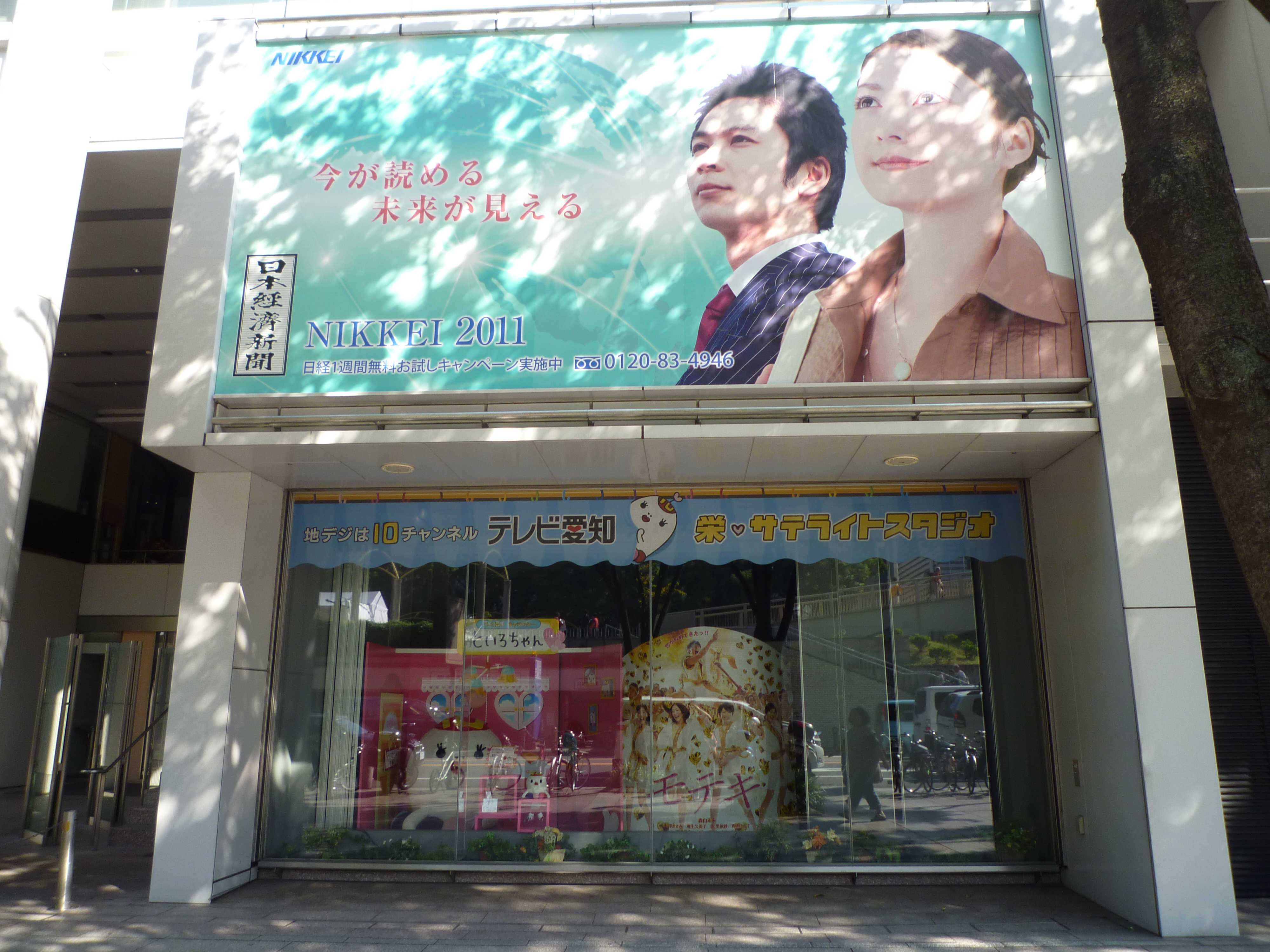
栄サテライトスタジオ

- 栄サテライトスタジオ - 2002年（平成14年）12月24日に、テレビ愛知にとっては初となるサテライトスタジオとしてオープンした。日本経済新聞名古屋支社ビル1F。現在、道路側のガラスにはといろちゃんを紹介するボードが掲げられている。
- 愛知万博（グローバルコモン4） - 同万博期間限定で使用。

## 情報カメラ設置場所
在名テレビ各局の中では中継カメラの設置ポイントが一番少ない。

### 現在のカメラ設置場所
- テレビ愛知本社屋上 ※SD - 一時期ハイビジョンだったが、わずか2週間でSDに戻った。
- 名古屋駅近辺 ※SD
- 中部国際空港 ※SD
- ほか

### 過去のカメラ設置場所
- 名古屋港
- 名古屋空港（現：名古屋飛行場）
- 愛知万博 - 同万博期間限定で設置。

## アナウンサー

### 現在在籍中のアナウンサー
出典

#### 男性
- 1991年 相澤伸郎（4月 - ）- 現 アナウンス部部長
- 2020年 石井俊大（4月 - ）（元テレビ高知→瀬戸内海放送）

#### 女性
- 2017年 岡田愛マリー（4月 - ）（元岡山放送）
- 2022年 長江麻美（4月 - ）（元福島中央テレビ）
- 2023年 上釜美憂（4月 - ）（元岩手朝日テレビ）
- 2024年 平賀吏桜（11月 - ）（元テレビ高知）

### かつて在籍していたアナウンサー

#### 男性
- 1984年
  - 亀関開（アナウンサーユニオン所属の契約アナウンサー、元 東海ラジオアナウンサー）
  - 福井豊治（ - 1994年、アナウンサーユニオン所属の契約アナウンサー、元 中部日本放送アナウンサー） - 契約期間中に死去
- 1991年
  - 中本克樹（ - 2016年6月）
- 1992年
  - 西田修（ - 1999年）
- 1996年
  - 本保和也（ - 2003年） - 現 報道記者、『3時のつボッ!』放送当時は同番組のディレクターを兼任
- 2001年
  - 高木大介（ - 2016年6月） - 2022年2月をもって退社
- 2003年
  - 陶山慎晃（4月 - 2007年3月）
  - 森政勇（ - 1996年、元テレビ宮崎アナウンサー）

#### 女性
- 1989年
  - 天野ひかり（ - 1995年）
- 1994年
  - 鈴木朋恵
- 1996年
  - 小山真理（ - 2002年）
- 1999年
  - 横井綾子（10月 - 2003年10月、NTC事務局所属の契約アナウンサー）
- 2001年
  - 中山美香（4月 - 2006年9月）（フリーアナウンサー）
- 2003年
  - 渡辺由紀子（4月 - 2009年2月）
- 2005年
  - 清水美智子（4月 - 2008年3月、元 日本海テレビアナウンサー・元 広島ホームテレビアナウンサー、同局製作のアニメ『ワンワンセレプー それゆけ!徹之進』ではキャスター役で声優デビューも果たした）
- 2006年
  - 改野由佳（10月 - 2013年1月、元 日本海テレビアナウンサー）
- 2007年
  - 荒井千里（10月 - 2011年5月、元 青森朝日放送アナウンサー） - 天野ひろゆき（キャイ〜ン）夫人
  - 水口美希（1月 - 2009年12月、元 NHK徳島放送局契約キャスター）
- 2009年
  - 名越涼子（10月 - 2013年9月、元 福井テレビアナウンサー）
- 2011年
  - 菊池優（7月 - 2014年6月、 元 西日本放送アナウンサー）
- 2013年
  - 松本圭世（10月 - 2014年6月、元 愛媛朝日テレビアナウンサー）
- 2014年
  - 福田由香（7月 - 2017年6月30日）（フリーアナウンサー、元 高知さんさんテレビアナウンサー・元 NHK岡山放送局キャスター）
- 2015年
  - 宇野名都美（4月 - 2019年9月、元 山口朝日放送アナウンサー）
- 2018年
  - 武田知沙（10月 - 2022年9月、三重県四日市市役所職員、元フリーアナウンサー舞夢プロ所属、元 岩手めんこいテレビアナウンサー）
- 2019年
  - 天野なな実（10月 - 2023年9月、元 チューリップテレビアナウンサー）
  - 馬場美恵子（不明 - 2003年9月、契約アナウンサー）

### 外部からの所属
テレビ愛知との関わりが深い同系列のテレビ東京からの出向先となる
- 小田原明子（テレビ東京の番宣担当も兼務）
- 黒田多加恵（テレビ東京の広報担当も兼務）
- 石井真知子（テレビ東京の広報担当も兼務）

## 番組編成
- 沿革からもわかるように、テレビ愛知が中日ドラゴンズの主催試合の中継を開始したのは、中日新聞社系列の在名テレビ局の中では最も遅く、ホーム戦の中継権が認められるまではビジター戦を中継するという形が2000年まで続いていたが、2001年からは徐々にホーム戦の中継を増やしている。そのうちの一部は近隣の岐阜放送（設立母体の岐阜新聞社との競合関係上、中日新聞社の資本参加が遅かったため[注 10]、ビジター戦のみ[注 11]）や三重テレビでも放送されていたが、テレビ愛知がホーム戦の中継権を持つようになってからは放送されていない。
- 名古屋グランパスに関しては、Jリーグ発足当初はホームのナイトゲームの試合も積極的に中継していた。1990年代中期以降のJリーグブームの後押しもあって、一時はドラゴンズ戦の中継数よりもグランパス戦の中継数が上回ることもあったが、ブームの沈静化からその後は中継が無くなった。2005年に1試合を録画中継したが、以降はドラゴンズ・グランパス両チームの応援番組を放送する程度に留まった。ただし、グランパスファン感謝デーの放送は、試合中継が無くなった後でも実施していた。
- 株主に日本経済新聞社が名を連ねることやネットワークの特性から、ニュースやデータ放送では経済に関する情報を多く取り扱っており、かつては平日昼のローカル経済情報番組『Second Call』や『NEXT 革命への挑戦者たち』、テレビ東京系全国ネットの自社制作番組『大前研一の平成談義』などを放送していた。
- テレビ愛知のみで放送されるローカル深夜番組のうち、半数は外部製作の番組である。かつてはテレビ愛知も自社でバラエティに富んだ深夜番組群を制作・放送していたが、これらは短期打ち切りによって淘汰されていき、結果として番販購入・海外の人気番組の買い付けとジャンルの先鋭化が進んでいった[注 12]。さらにはUHFアニメの放送本数が大幅に減少したという事情も重なり、これらが撤退した枠では現在海外ドラマやテレビショッピングなどが放送されている。一部の番組は昼の時間帯に再放送されていた。
- テレビ東京系全国ネットの深夜番組については、かつては「スポパラ」枠で一部のテレビ東京制作番組を切り捨てて自社制作番組に差し替えるなど、独自の編成を組んでいた。しかし、番組の短期打ち切りや放送曜日の移動などによって、結局はテレビ東京制作番組の放送へと戻るケースも見受けられた。
- 自社制作のローカルニュース番組は常勤アナウンサーが少ないこともあってか、2020年8月現在では平日においては17:15 - 17:20（金曜は17:25まで）。土日においては17:25 - 17:30の同じ5分間のみであった。しかし、2020年4月6日より平日17:00 - 17:25の枠で『5時スタ』を開始した。年末年始の場合、近年まで昼下がりから夕方頃に5分程度『TVAニュース』として放送していたが、2013年-2014年の年末年始以降、ローカルニュースの放送が全くない状況である。なお、平日の生放送による自社制作ワイド番組は『山浦ひさしのトコトン!1スタ』（2012年4月16日 - 2013年3月29日）の終了以降、東海3県の放送局では唯一存在しない。
- 在名テレビ局で唯一自己批評番組を制作・放送していない（2025年4月現在）が、放送番組審議会が開催された際には上記の『5時スタ』で審議内容を紹介する。
- 愛知県唯一の県域放送局でありながら、愛知県議会および名古屋市議会の生放送を行ったことがない[注 13]。

### テレビアニメ
現在、テレビ愛知では自社製作枠を含むTXN全国ネットの全日枠アニメは全て（ごく一部を除いてテレビ東京から同時ネットを受けている）、テレビ東京発の深夜アニメに関してもごく一部の例外を除いて放送している（テレビ東京アニメ番組一覧も参照）。また、稀にではあるが、他系列キー局製作作品をネットする場合もある。

#### 自社制作アニメ
土曜朝8時枠は、1998年10月からテレビ愛知制作・テレビ東京系全国ネットのアニメ枠（関連情報番組含む）として使われている。
ただし、2008年4月期からの2年間は特撮ドラマ枠となっていた。

#### 名古屋ローカルアニメ
2007年10月から史上初の名古屋ローカルアニメ枠として『やっとかめ探偵団』を放送していたが、2008年1月6日をもって打ち切りとなっている。なお、テレビ愛知は同作品の製作には関与していなかった。その後、厳密な名古屋ローカルではないが、2019年4月から6月まで5分のミニ番組枠を利用して『八十亀ちゃんかんさつにっき』が放送された。

#### UHFアニメに関する事情
UHFアニメ草創期から中京圏でのネット局には番組制作会社やスポンサーの意向によってテレビ愛知が選択される例が多く、中京圏におけるUHFアニメの受け皿的放送局として機能しているが、近年では中京圏での地上波放送自体が無い作品も目立っている。
キー局であるテレビ東京の深夜アニメに加えてUHFアニメも多数放送するという事情が重なり、特にアニメ制作本数の多かった2006年から2007年頃までは深夜枠が逼迫していた（時には限りなく早朝に近い枠で放送された例もある）。現在でもテレビ愛知での作品放送本数は多いものの、かつての状況と比べれば落ち着いている。ただ2010年に入るまでは深夜枠が逼迫していた時でも平日のみの編成が主で週末の編成は稀だったが、2012年頃からは積極的に週末にも編成されるようになった。編成に関しては、深夜（翌日未明）帯の中でも26時（2時）台に設定される例が最も多い。
2000年代末期からはUHFアニメにおいても表現規制が厳しくなりつつあるが、つい最近まで緩い部類に入っていたテレビ愛知も2008年頃から一転して厳格な規制を敷くように転じていた時期があった。
なお、16:9マスター制作作品に関しては2007年以降フルサイズ放送が基本となっている。
2016年7月期の『orange』では、朝日放送テレビが設立したアニメ専門子会社・ABCアニメーションおよびキー局のテレビ東京の子会社であるアニメ専門チャンネル・AT-Xと共同で深夜アニメの製作委員会に参加している。
これ以降も深夜アニメの製作委員会にテレビ愛知が参加するケースが見られる（特にKADOKAWAが関与する作品が多い。）。但し、ほとんどの作品は複数の放送局（及びその子会社）と共同で参加しており土曜朝枠のように放送局ではテレビ愛知のみが参加する作品は数少ない（2025年6月時点で「想星のアクエリオン」のみ）。
2021年以降は子会社のTVAadvanceがアニメの製作委員会に参加するケースが増えている(同社は主な事業内容のひとつにアニメ作品への出資を挙げており、当該作品では同社の代表取締役である廣澤二郎の名前が表示されている)。

#### テレビアニメ再放送枠
かつてのテレビ愛知の木曜18時枠と平日18時30分枠は他系列局から購入したテレビアニメによって賄われており、これら過去の作品群の再放送枠『マンガのくに』として機能していた。
また、月曜 - 土曜7時枠も他系列局から購入したアニメや過去のTXNアニメを再放送する枠として使われていた。そのため、キー局のテレビ東京を含むTXN局では平日18時枠や18時30分枠にて放送されていたアニメがテレビ愛知では別の時間帯に放送されたり、場合によってはネットそのものがなかった（いわゆる名古屋飛ばし）作品もあった。
その後、土曜7時枠はTXNの夕方アニメを遅れネットで放送する枠へと切り替えられ、さらにその後金曜7時枠同様の枠として使われるようになった。これら時差ネット枠内で放送された番組の例として、『ダッシュ!四駆郎』（土曜 7:20 - 7:50）や『NG騎士ラムネ&40』（金曜 7:20 - 7:50）などがある。また、後の『新世紀エヴァンゲリオン』もテレビ愛知では木曜朝に放送されていた（木曜 7:35 - 8:05）。
1995年3月まではテレビ東京系平日18時30分枠のアニメのうちの2つを火曜19時枠内で放送するなどの対応を取っていた（土曜19時枠や、前述した金曜・土曜7時枠内で放送されているものもあった）が、野球中継などの特別番組が放送されることも多く平日7:35枠へと移動させられるなど時間帯の変動が激しい状況だった。
『エヴァンゲリオン』放送終了後の1996年4月より、テレビ愛知はその直前まで平日18時30分枠で放送していた『赤ずきんチャチャ』の再放送を平日7時35分枠へと移動させ、以後同時間帯の番組は全てテレビ東京との同時ネットになった。この枠における遅れネット状況の解消をテレビ愛知が実施したのは、テレビ大阪から遅れること3年であった。
2000年代以降は6:00 - 8:00のローカル枠での再放送が中心となっていた。この頃には夏休み・冬休みの月曜 - 木曜8時台に『おたのしみ劇場』としてアニメの再放送が行われていたことがあった。2015年から2022年まで平日夕方にローカルアニメ枠が設けられ、『トワイライト☆アニメ』の枠名が付けられていた。
深夜アニメの再放送は新作アニメ同様にテレビ東京系列やUHFアニメのネット形態で他地域と同時期に流れるのが基本だが、2020年7月期からはテレビ愛知ローカルで深夜アニメの再放送を行っていた。なお、2021年4月期は過去最多の4作品を放送しているが一方で深夜アニメの新作は数を減らしており、結果的に新作アニメの減少分を旧作の再放送で補ってアニメ枠を維持しているのが実情である。2020年10月期以降はTBS系列（MBS制作含む）のアニメの再放送を中心に実施していた。また、テレビ愛知が製作委員会に参加した作品を独自に再放送するケースもある他に年末の特別編成で過去に放送された深夜アニメを集中放送するようになっている。

### テレビドラマ
松竹や日活との共同製作で、「魔弾戦記リュウケンドー」「トミカヒーローシリーズ」の特撮作品の制作実績がある。それ以外では開局記念番組として単発作品の制作実績がある。

## 現在放送中の番組

### 自社製作・テレビ東京系全国ネット番組
- 乃木坂工事中（月曜 0:15 - 0:45）[注 21]
- カードファイト!! ヴァンガード Divinez 決勝編（土曜 8:00 - 8:30）

### 自社製作・ローカル放送または一部地域ネット番組
帯番組
- メリおっと!たいそう★みん（月曜 - 金曜 8:00 - 8:05）
- 情報ステーション はちまるご（月曜 - 金曜 8:05 - 8:15）
- 5時スタ（月曜 - 金曜 17:00 - 17:30）

月曜
- SKE48 真夜中のウナギたち （毎月第2・第4 0:50 - 1:20）
- a-NN♪（1:50 - 2:20）
- ナゴヤビジネスリポート（隔週 22:58 - 23:06）

火曜
- 10んがってる（21:54 - 22:00）
- 開発現場へ行こう!（22:58 - 23:06）

水曜・木曜
- 10っとく!（2:00 - 2:05）

水曜
- クリックニッポン（22:58 - 23:06）

木曜
- クルマとミライ（22:58 - 23:06）
- 古家正亨の韓流クラス（隔週 0:00 - 0:30）
- アカリノコマド（隔週 0:00 - 0:30）

金曜
- キン・ドニーチ（17:30 - 17:55）

土曜
- 愛知あたりまえ倶楽部（1:13 - 1:23）
- NIGHT SPOT（1:23 - 1:27）
- 映画なう。（1:30 - 1:35）
- 黒ちゃんねる（1:35 - 2:05）
- FishingLover東海（7:00 - 7:30）
- 工場へ行こうIII AMAZING FACTORY（毎月第1 14:50 - 15:45）
- 千原ジュニアの愛知あたりまえワールド☆〜あなたの街に新仰天!〜（18:30 - 19:58）
- あまドラ〜天野っちのドライブしよう!!〜（20:54 - 21:00）
- Dunk The Shot（21:54 - 22:00）

日曜
- ナイトシフト 真夜中の救命医 シーズン2（1:45 - 2:45）
- 愛知あたりまえ体操（22:48 - 22:54）

その他（季節番組など）
- 中川家の笑う大須演芸場 - 毎年1月2日に放送。
- 愛知県公立高校入試関連番組 - 入試直前対策番組や入試解答速報などを放送する。
- テレビ愛知 10チャンベースボール - 中日ドラゴンズ戦の放送。過去にはロードゲームを主に中継してきたが、現在ではナゴヤドームなどのホームゲームを中心に年間数試合放送している。日本シリーズの全国ネット中継はテレビ東京主導制作（技術面・リアルタイム字幕放送・番組送出も全て担当し、テレビ愛知は制作協力扱いとなる）で放送する。
  - GO!GO!ドラゴンズ - 巨人戦を除くドラゴンズ戦主催試合生中継時のみに放送されているミニ番組。ただし、2008年の開幕戦など放送されない場合がある。
- トーシンゴルフトーナメント - 2010年より。ただし、地上波での全国放送は行わず、テレビ愛知ローカルおよびBSテレビ東京（旧：BSジャパン）での放送となる。2011年大会はテレビ愛知、BSジャパンに加え、テレビ北海道でも同時ネットされた。
- シーホース三河ホーム戦中継 - 年に1試合程度放送している。
- 愛知県工業高校生ロボット競技大会 - 年に1回放送。
- 岡崎城下家康公夏まつり花火大会 - 2023年に開局40周年企画として初めて中継して[30]以降、毎年生中継で放送。
- ぎふ長良川花火大会 - 2024年の第2回大会以降、岐阜放送・BS11と共同制作し、同時ネットで放送。

### テレビ東京系列局制作・時差ネット番組
- 素っ頓狂な夜（月曜 24:30 - 25:00）
- ゴッドタン（月曜 25:00 - 25:30）
- 二軒目どうする?〜ツマミのハナシ〜（火曜　25:00 - 25:30）
- 東京パソコンクラブ 〜プログラミング女子のゼロからゲーム作り〜（火曜 1:30 - 2:00）
- BIZラボ（火曜 26:05 - 26:35）
- ミライの歩き方（水曜 22:58 - 23:06）
- 転生したら第七王子だったので、気ままに魔術を極めます 第2期（水曜 25:30 - 26:00）
- あのちゃんの電電電波♪（木曜 25:00 - 25:30）
- 出川哲朗の充電させてもらえませんか?（土曜 19:58 - 20:54）
- 没落予定の貴族だけど、暇だったから魔法を極めてみた（金曜 26:05 - 26:35）- BSフジ製作。
- ミッドナイトセレクション モヤモヤさまぁ〜ず2（土曜 24:55 - 25:45）
- YOUは何しに日本へ? 傑作選（日曜 11:00 - 11:55）
- 所さんの学校では教えてくれないそこんトコロ! 傑作選（日曜 11:55 - 12:55）

### 他系列局制作または番販のネット番組
- We are STARDOM!!〜世界が注目!女子プロレス〜（火曜 26:35 - 27:05）
- ルアルアチャンネル（日曜 6:24 - 6:54） - サンテレビ製作。

以下はUHFアニメ。
- フードコートで、また明日。（月曜 25:30 - 26:00）- BS日テレ・AT-X・TOKYO MX・サンテレビ共同製作。
- サイレント・ウィッチ 沈黙の魔女の隠しごと（月曜 26:05 - 26:35）-TOKYO MX・BS11共同製作。
- 瑠璃の宝石（水曜 26:05 - 26:35）-TOKYO MX・BS11・AT-X共同製作。
- 盾の勇者の成り上がり Season4（水曜 26:35 - 27:05）-AT-X製作。
- Dr.STONE SCIENCE FUTURE （第2クール）（木曜 25:30 -26:00）
- 恋愛フロップス（再放送）（木曜 26:05 - 26:35）- BS11・テレビ愛知・TOKYO MX・サンテレビ・AT-X共同製作。
- CITY THE ANIMATION（日曜 25:20 - 25:50）

## 放送終了した番組

### 自社制作・テレビ東京系全国ネット番組

#### スポーツ
- プロ野球列伝〜不滅のヒーローたち〜
- MOTOR LAND 2 - 1988年3月まで放送された『MOTOR LAND』はテレビ東京の製作。
- 若き挑戦者たち
- ケイと東のスポーツすごい人!
- アピタ・サークルK・サンクスレディス - 主催企業および開催会場の変更に伴い、2006年からはテレビ東京が製作を担当している。

#### 生活情報・紀行
- 自然大好き!
- ママさん応援!育児ナビ

#### 教養・トーク
- 大前研一の平成談義
- アジアを駆ける
- 舛添要一 アジアを歩く
- 堀場雅夫のこころはベンチャー

#### バラエティ
- イカリングの面積
- ヴァンガ道 - 第1期はテレビ東京が制作。
- 乃木坂って、どこ?
- 吉本坂46が売れるまでの全記録 シーズン2
- 1クールジャ終われない!
- さらばニューヨークのエチュードドッキリ“アヤツリ・スクワッド”
- AKB48、最近聞いたよね…
- HiHi JetsのHiしか言いません!

#### 音楽
- SHOWBIZ COUNTDOWN

#### テレビアニメ
- 完璧すぎて可愛げがないと婚約破棄された聖女は隣国に売られる - BS朝日・テレビ愛知共同製作。

#### 特撮
- 魔弾戦記リュウケンドー
- トミカヒーロー レスキューフォース
- トミカヒーロー レスキューファイアー

#### ミニ番組
- 鈴木その子の出番です
- はぁとふるタウン
- ごちそうチプコクジュ
- 教えて!なつさん カイゴのミリョク
- マイリラ。〜がんばったわたしに〜
- なな THE 禅
- 名古屋Ramen with me （22:58 - 23:06）

### 自社制作・ローカル放送番組

#### ニュース
- TVAホットレポート
- TVAニュースフラッシュ
- ニューススポットテレビ愛知（毎日放送があったテレビ東京発の25分編成夕方全国ニュース『TXNニュース THIS EVENING』週末版の放送が終了した後の残り5分間を使って放送されていたテレビ愛知の愛知県域ローカルニュース。キャスター体制は同番組放送当時のテレビ愛知のアナウンサーのシフト勤務で番組を担当していた。同番組の平日仕様番組だった『5時ですテレビ愛知ニュース』のセットやニュース項目フレームがほぼそのまま使用されており、明日の天気も本来テレビ愛知の放送対象地域ではない岐阜県や三重県の予報も含めながら愛知県の明日の天気予報を伝えてた。この番組のスタイルは現在土日夕方の10分編成の「TXNニュース」のテレビ愛知パートに引き継がれている。）
- 5時ですテレビ愛知ニュース
- TXNニュースワイド 夕方いちばん ローカルパート（1997年10月 - 1999年9月）
- TXNニュースアイ ローカルパート
- ニュース&ワイド マイユウ!
- Second Call
- 速ホゥ! ローカルパート
- NEWS FINE アイ
- NEWS FINE ローカルパート
- NEWSアンサー ローカルパート
- ゆうがたサテライト ローカルパート
- 株価ファイナル

#### スポーツ
- 朝です!ゲートボール - 放送広告の日に特番で全民放に紹介。
- MYドラゴンズ
- 週刊ドラまちっくNEWS
- ドラゴンズサンデー9
- ドラゴンズ&グランパスTODAY → ドラグラサンデー → 竜鯱2 → どらぐら
- 名古屋グランパス戦実況中継 - 過去に森山泰行が他局の中継と並行して解説を担当していたことがあった。
- スポーツに夢中!!ユメスポ
- 土曜スペシャル・競馬中継 → 土曜競馬中継 → KEIBAワンダーランド・中京編 - 中京競馬場がいわゆる裏開催となる期間に自主制作で放送を行った。

#### 生活情報・料理
- みのもんたの時間ですよー
- ほっとサンデー生放送
- PA-VU
- みっちゃく☆
- 情報満載
- ファンタメTV - TOKYO MXでも時差ネットで放送。
- AUTO TREND.TV
- 板東英二のここに住マッシュ! → 板東英二の虹スタ!
- 三沢淳のわが街この人 -ぎふ情報スクエア-
- 健康ワンダフル
- 料理の極意-男がつくる愛情料理-
- ハヤルンダモン宮殿
- シネマ'Sコープ
- 3時のつボッ!
- ハヤルンダモン探偵団
- ワットくん!
- 山浦ひさしのトコトン!1スタ
- ウチュー探偵
- トコトン!サタデー
- カミナリコゾウ
- なごやイキイキ情報（テレビ東京発の全国ネットニュース『TXN THIS EVENING』の土曜放送前に放送されていた名古屋市政情報番組）
- お宝ちゃん（11:03 - 11:55）

#### ドラマ
- 自転車少年記
- スケート靴の約束
- ときめき爆弾

#### 紀行・グルメ情報
- オイシイのが好き! → オイシイ!とこドリ
- 体感トラベルA
- 小京都の旅
- 日本の祭り
- ぷろじぇくとD
- 遊びに行こっ! → 遊びに行こっ!〜旅するTV〜ホトチャンネル
- プレミアム〜週末のしあわせ〜
- 花田☆温水 おじさんぽ
- 探Q!Aトリップ
- 魚拓とシックスハンターDX 〜メガセクシーバトル〜

#### 教養・トーク
- シンクタンク - テレビ東京、テレビ大阪、テレビせとうち、テレビ静岡の4局でも時差ネットで放送。
- やっとかメイト
- 青春ナビ
- I stage
- NEXT 革命への挑戦者たち
- 松井誠と井田國彦の名古屋見世舞
- 未来への序曲 〜金言への庭〜
- 私の一冊
- 名古屋あたりまえ倶楽部
- 美女のミニ惑
- 乃木坂46 佐藤楓 音色遺産〜愛知69市区町村の音集め〜

#### 音楽
- ミュージック・プラザ - NHK-FMで現在放送されている同名のラジオ番組との関連性は無い。
- A-Hips
- テレビdeラジオ ヨロシク!DJ
- BANG!
- MSA
- R (ロード) 指定
- 音革命II → 音革命FUTURE → M4
- 決定版・激カラ大賞
- 徳光・まち子の艶歌一番星
- さくら舞の歌いろ人生
- 安全・安心な街づくり歌謡

#### バラエティ
- 体感テレビ25
- ごくらくタイムズ
- 夜もARI-ARI → 出撃!ARIARI軒
- 爆笑直輸入ベニーヒルショー
- 井出洋介に挑戦 実戦!格闘麻雀
- 愛のお言葉バラエティー 千のバイブル
- ぱちもり
- 写めっけ! → 写めっけ2!
- でちゃスロ
- 海においでよ!
- どっとでちゃう!
- 芸能人パチンコバトル P・リーグ
- るるる 〜吉村・宝満・鉄崎オトナの扉〜
- OSU珍パワーズ
- チータとホリ&エリカの開運アゲアゲ
- P-WARS - 一部非テレビ東京系列局でも時差ネットで放送。
- 電撃!P-CAT - 一部非テレビ東京系列局でも時差ネットで放送。
- 芸能人パチンコバトル P・リーグリターンズ - 一部非テレビ東京系列局でも時差ネットで放送。
- アイドルの巣 ジャンバリ荘 - 一部非テレビ東京系列局でも時差ネットで放送。
- スパイガールTV Bonita! Bonita!! → ボニータ!ボニータ!! 〜名古屋ガールズコレクション〜
- 声優バラエティー SAY!YOU!SAY!ME!
- チェンジ
- 小島武夫の千里眼麻雀
- アイドル界隈
- AROWANA
- 土曜コロシアム
- みひろのパチ×スロ メガクイーン
- 極上ライフ おとなの秘密基地
- デラメチャ気になる!
- データで解析!サンデージャーナル
- 甘党男子のおひとついかが?
- 薬師寺流
- SKE48の未完全TV

#### ミニ番組
- 情報ナウ
- ちびっこ展
- ふしぎな動物広場
- レッツ!八事ジャスKING → 八事バンカラ街道 → BRAVO → 熱血!八事先生
- ミュージックカフェ
- 歌ってね!
- なごやおでかけ情報BOX
- 大須のコスプレ物語 → 世界の大須コスプレ物語 → 文化的コスチャンネル - 大須にあるメイド喫茶の協力によって製作されたミニ番組シリーズで、同シリーズの製作を開始した年からテレビ愛知は世界コスプレサミットを主催している。後に『大須のコスプレ物語』を収録したDVDが発売された。
- バンセンタイム
- らいおん前
- アラ!っち
- NAGOYA STATION
- ひだ・みの ぎふと
- 腰痛119
- 匠の逸品
- Dハーツ
- おでカフェ
- ゴー☆ジャスdeナイト
- 旅美レール
- 教えて!メリ夫くん
- NIGHT SPOT
- トレびあん
- メリ夫とワガママ団
- 東京とりっぷ
- 早見優の歯の相談室
- 京都とりっぷ
- とれたて!
- 大須まいく
- ぶらんど!
- AMEMIYAの全力で番組はじめました。
- オトコを魅学塾
- 教えて!からだの赤信号
- 大学なう 〜中部大学 見せちゃいます〜
- 全力!野球キッズ
- 徹底解剖!NISAってナニ!?
- ジオラマとりっぷ
- 名古屋しゃちほこ学園
- 教えてカラダの赤信号
- SKE48のリア住
- あなたと愛知
- こちら!名古屋市ボイメン課
- みらいPEOPLES
- 元気はつらつ!らくちん体操
- 村上佳菜子の職レポ 〜企業の力で未来を豊かに〜
- かっこいいスキヤキ（再放送）
- #ユメカツ
- どまつれ!!〜にっぽんど真ん中祭り〜
- といろch
- テレビ愛知イベントくらぶ

#### 放送枠
- ライド・オン・サウンド
- とんでる内閣

### 他系列局制作または番販のネット番組

#### スポーツ
- 新K-1伝説
- 中央競馬ダイジェスト（KBS京都制作）
- KEIBAワンダーランド（KBS京都制作）
- うまDOKI（KBS京都制作）
- ソルトフィッシングパラダイスTV

#### 生活情報・料理
- APPIスキー王国（テレビ岩手制作）
- きょうの料理（NHK） - NHKの番組が民放局に番組販売される事例はさほど珍しいことではない。
- 中川家 家電の流儀 - テレビ大阪製作。

#### 音楽
- VIDEO JAM （テレビ朝日制作） - 1986年4月から放送を開始したが、後にネット権を名古屋テレビに移譲した。
- SONY MUSIC TV （独立UHF局、テレビ神奈川制作）
- JUICE TV+
- 69号室の住人

#### バラエティ
- けんたろうとミクのワイワイキッズ（独立UHF局・キッズステーション、テレビ神奈川制作）
- がんばれ高知!!eco応援団（テレビ高知制作）
- 金曜テレビの星!（TBSテレビ制作。外部プロダクションと共同制作した権利切れの企画を再放送）
- スロットハンター
- シックスハンター
  - ダブルシックスハンター
  - シックスハンターII 〜最強魂への道のり〜
- HOT WAVE
- キンさばっ!! -近所の裁き- （三重テレビ制作）
- ええじゃないか。（三重テレビ制作）
- はままつトキメキ出逢い旅（新企画株式会社制作）
- SHAKE! free tv...
- 韓流フォンデュ
- パチ×スロコロシアム
- パチFUN! - ぎふチャン・三重テレビでも放送されていた。
- 響FFガールズオテンキGOのワイワイ釣らせてもらいます! - 三重テレビでも放送されていた。
- 負けるな!熱血ハナコのお笑い部
- モーターゾーンTV
- サバンナ高橋の、サウナの神さま（TOKYO MX制作）

#### 紀行
- 綾小路きみまろの人生ひまつぶし（テレビ大阪製作）
- 乗り鉄おすすめ!鉄道トラベラーズ
- 野天湯へGo!
- 究極の美!特別名勝・日本庭園の世界
- 時代劇の舞台を訪ねて
- 秘湯ロマン（テレビ朝日製作）
- 鉄道ひとり旅（土曜 2:05 - 2:35）

#### ドラマ
- 真夜中ドラマJ「グッド・バイ」（水曜 2:05 - 2:35） - テレビ大阪・BSジャパン製作。
- 太陽にほえろ! （日本テレビ系列）
- 探偵物語（日本テレビ系列）
- 傷だらけの天使（日本テレビ系列）
- 名奉行 遠山の金さん（テレビ朝日系列）
- 仮面ライダー（NET = 現・テレビ朝日系列、MBSテレビ制作）
- 浅草ふくまる旅館（TBSテレビ系列）
- 女系家族（TBSテレビ系列）
- こちら第三社会部（TBSテレビ系列）
- 剣客商売（フジテレビ系列）
- 裸の大将放浪記（フジテレビ系列、関西テレビ制作）
- メサイア -影青ノ章-
- 買われた男～女性限定快感セラピスト（テレビ大阪制作）

#### テレビアニメ

##### テレビ愛知が本放送のアニメ
- 俺物語!!（日本テレビ系列）
- THE FROGMAN SHOW（テレビ朝日系列）
- 秘密結社鷹の爪 カウントダウン（テレビ朝日系列、テレビ朝日・MBSテレビ・静岡放送の共同製作）
- Dororonえん魔くん メ〜ラめら（TBSテレビ系列、MBSテレビ製作）
- 輪るピングドラム（TBSテレビ系列、MBSテレビ製作）
- アサルトリリィ BOUQUET（TBSテレビ製作）
- 炎炎ノ消防隊 弐ノ章（毎日放送製作）
- 想星のアクエリオン Myth of Emotions（テレビ愛知制作）
- THE MARGINAL SERVICE（日本テレビ製作）

##### ローカルアニメ
- やっとかめ探偵団 - スポンサーの降板により、全26話放送の予定が14話（実質13話）で打ち切られた。

##### 在名他局で放送されたアニメの再放送
ここではTVA開局前のテレビ東京のアニメも含む。他系列局から購入したテレビアニメは、その多くが後述の平日 - 土曜7:00枠・木曜18:00枠・平日18:30枠内で放送されていた。マンガのくにも参照。
☆印が付くのは「トワイライト☆アニメ」枠で放送された作品。
- がんばれゴンベ（東京12チャンネル）
- まいっちんぐマチコ先生（テレビ東京系列） - 当局開局前に中京テレビで放送後当局でも放送。
- 未来少年コナン（NHK総合テレビ） - 初回は木曜18:00放送。木曜再放送枠の最終番組。2014年から翌年にかけても放送された。
- 伊賀野カバ丸（日本テレビ系列）
- ドテラマン（日本テレビ系列）
- 魔法のアイドルパステルユーミ（日本テレビ系列）
- 魔法の天使クリィミーマミ（日本テレビ系列）
- 魔神英雄伝ワタル・魔神英雄伝ワタル2（いずれも日本テレビ系列） - シリーズ連続放送。第1作目は、再放送枠での放送であるにもかかわらず高視聴率をマークしていた時期があった。
- 魔動王グランゾート（日本テレビ系列）
- 黄金バット（日本テレビ系列、よみうりテレビ製作）
- タイガーマスク（日本テレビ系列、よみうりテレビ製作）
- 幽霊城のドボチョン一家（NET系）
- キューティーハニー（NET = 現・テレビ朝日系列）
- さるとびエッちゃん（NET = 現・テレビ朝日系列）
- SLAM DUNK（テレビ朝日系列）☆
- 機動戦士Ζガンダム（テレビ朝日系列、名古屋テレビ製作） - 在名他系列局の制作番組だったため、オープニングが一部差し替えられた。
- クッキングパパ（テレビ朝日系列、朝日放送テレビ製作） - 途中打ち切り。実写版は東海テレビで放送。
- カバトット（フジテレビ系列）
- まんが世界昔ばなし（TBSテレビ系列）
- 超時空要塞マクロス（TBSテレビ系列、MBSテレビ製作）
  - マクロスF（TBSテレビ系列、MBSテレビ製作） - 2008年にCBCテレビで本放送。
- おじゃまんが山田くん（フジテレビ系列）
- おちゃめ神物語コロコロポロン（フジテレビ系列）
- かいけつタマゴン（フジテレビ系列）
- 科学忍者隊ガッチャマン・科学忍者隊ガッチャマンII・科学忍者隊ガッチャマンF （いずれもフジテレビ系列） - シリーズ連続放送。
- タッチ（フジテレビ系列）
- 特装機兵ドルバック（フジテレビ系列） - 東海テレビで最終回を迎えた翌週に、テレビ愛知で新番組として放送開始された。
- 妖怪人間ベム（フジテレビ系列・実写版は中京テレビで放送）
- ハクション大魔王（フジテレビ系列）
- ゲゲゲの鬼太郎（第5期）（フジテレビ系列）☆
- アルプスの少女ハイジ（フジテレビ系列）☆
- Dr.スランプ アラレちゃん（フジテレビ系列）☆
- 探偵オペラ ミルキィホームズ（UHFアニメ） - 2010年にCBCテレビで本放送。第2幕放送前に遅れネット。
- スポンジ・ボブ（日曜 11:10 - 11:25）
- けいおん!（TBSテレビ製作） - 本放送時はCBCテレビで放送されたが、2020年10月から同年12月まで番外編を除き当局でも放送された。
  - けいおん!!（TBSテレビ製作） - 第1期と同様に本放送時はCBCテレビで放送し、2021年1月から同年6月まで番外編を除き当局でも放送された。
- おおきく振りかぶって - TBSテレビ・MBSテレビ共同製作。本放送時はCBCテレビで放送されたが、2021年4月から同年9月まで当局でも放送された。当局では特別編も放送。

##### UHFアニメ
- シリーズ化作品
  - 下級生
    - 下級生2 〜瞳の中の少女たち〜

  - HAPPY★LESSON
    - HAPPY★LESSON ADVANCE

  - THE ビッグオー
    - THE ビッグオー second season

  - らいむいろ戦奇譚
    - らいむいろ流奇譚X CROSS 〜恋、教ヘテクダサイ。〜

  - D.C. 〜ダ・カーポ〜
    - D.C.S.S. 〜ダ・カーポ セカンドシーズン〜
    - D.C.II 〜ダ・カーポII〜
      - D.C.II S.S. 〜ダ・カーポII セカンドシーズン〜

    - D.C.III 〜ダ・カーポIII〜

  - アスラクライン
    - アスラクライン2

  - 快盗天使ツインエンジェル 〜キュンキュン☆ときめきパラダイス!!〜
    - ツインエンジェルBREAK

  - 化物語
    - 偽物語
    - 〈物語〉シリーズ セカンドシーズン
    - 終物語

  - ひまわりっ!
    - ひまわりっ!!

  - ゼロの使い魔
    - ゼロの使い魔 〜双月の騎士〜
    - ゼロの使い魔 〜三美姫の輪舞〜
    - ゼロの使い魔F

  - 恋する天使アンジェリーク 〜心のめざめる時〜
    - 恋する天使アンジェリーク 〜かがやきの明日〜

  - 一騎当千 Dragon Destiny - 第1期は三重テレビで放送。
    - 一騎当千 Great Guardians
    - 一騎当千 XTREME XECUTOR

  - さよなら絶望先生
    - 【俗・】さよなら絶望先生
    - 【懺・】さよなら絶望先生

  - 狼と香辛料
    - 狼と香辛料II
    - 狼と香辛料 MERCHANT MEETS THE WISE WOLF

  - 精霊幻想記 - BSフジ製作。
  - 屍姫 赫
    - 屍姫 玄

  - そらのおとしもの
    - そらのおとしものf

  - 薄桜鬼
    - 薄桜鬼 碧血録
    - 薄桜鬼 黎明録

  - 百花繚乱 サムライガールズ
    - 百花繚乱 サムライブライド

  - うたの☆プリンスさまっ♪ - 劇場アニメ第2作の前日譚「うたの☆プリンスさまっ♪ マジLOVEスターリッシュツアーズ～旅の始まり～」は未放送。
  - Fate/Zero
    - Fate/Zero2

  - 境界線上のホライゾン
  - ヨルムンガンド
    - ヨルムンガンド PERFECT ORDER

  - Free! - 朝日放送テレビ製作。第3期はABCアニメーション製作。
  - きんいろモザイク - AT-X製作。
  - げんしけん2 - 第1期は三重テレビで放送。
    - げんしけん二代目

  - スペース☆ダンディ - BSフジ製作。
  - 東京喰種トーキョーグール
  - 少年ハリウッド -HOLLY STAGE FOR 49-
  - selector infected WIXOSS
    - selector spread WIXOSS

  - 黒子のバスケ - トワイライト☆アニメ枠で全シリーズ集中放送。
  - 響け！ユーフォニアム - 第3期はNHK名古屋（Eテレ）で放送
  - 美少女戦士セーラームーンCrystal
  - うしおととら
  - GATE 自衛隊 彼の地にて、斯く戦えり
  - 赤髪の白雪姫 - BSフジ製作。
  - オーバーロード - AT-X製作。
  - アクティヴレイド -機動強襲室第八係-
  - 霊剣山
  - ブブキ・ブランキ - AT-X製作。
  - 12歳。〜ちっちゃなムネのトキメキ〜 - TOKYO MX・AT-X・サンテレビ共同製作。
  - ラブライブ!サンシャイン!!
    - 幻日のヨハネ -SUNSHINE in the MIRROR-

  - テイルズ オブ ゼスティリア ザ クロス
  - NEW GAME! - AT-X製作。
  - 信長の忍び - 第3期は未放送。
  - WORKING!!! - 読売テレビ製作。第2期までは中京テレビで放送。
    - WWW.WORKING!! - 読売テレビ製作。

  - ドリフェス!
  - BanG Dream! - TOKYO MX製作。
    - BanG Dream! It's MyGO!!!!! - TOKYO MX製作。
    - BanG Dream! Ave Mujica - TOKYO MX製作。

  - 賭ケグルイ - MBSテレビ製作。
  - 叛逆性ミリオンアーサー
  - ぼくたちは勉強ができない - BS11製作。
  - ラクエンロジック
    - ひなろじ〜from Luck & Logic〜

  - ソードアート・オンライン
    - ソードアート・オンライン アリシゼーション
    - ソードアート・オンライン オルタナティブ ガンゲイル・オンライン
    - ソードアート・オンライン オルタナティブ ガンゲイル・オンライン II
    - ソードアート・オンライン アリシゼーション War of Underworld

  - 文豪ストレイドッグス（第1クール～第5クール） - 第2クール～第5クールはWOWOW製作。2016年4月から同年6月まで、また2016年10月から同年12月までTOKYO MXほかにて放送されたもの、東海地方で第2クールまではぎふチャン・三重テレビで放送。当局では、2018年1月から同年3月までの第1クール再放送で初めて放送された。その再放送は第1クールで打ち切られたが、未放送の当局では引き続き2018年4月から同年6月まで第2クールが放送された。
  - STEINS;GATE
    - シュタインズ・ゲート ゼロ

  - バキ
    - バキ 大擂台賽編
    - 範馬刃牙

  - 八十亀ちゃんかんさつにっき - 第1期・第2期はテレビ愛知・TOKYO MX共同製作。第3期はテレビ愛知・BS11・AT-X共同製作。第4期はテレビ愛知・AT-X・BS11共同製作[注 22]。
  - 異世界かるてっと
  - アイドリッシュセブン
    - アイドリッシュセブン Second BEAT! - 2020年4月に放送を開始したが、第5話以降の放送が延期となり、同枠では第1期のセレクションが放送された。同年10月から2021年1月まで改めて第3話から第15話が放送された。
    - アイドリッシュセブン Third BEAT!
    - アイドリッシュセブン Vibrato

  - はたらく細胞
    - はたらく細胞BLACK - TOKYO MX製作。

  - Dr.STONE - テレビスペシャル「Dr.STONE 龍水」は未放送。
    - Dr.STONE STONE WARS
    - Dr.STONE NEW WORLD（第1クール・第2クール）
    - Dr.STONE SCIENCE FUTURE（第1クール）

  - 転生したらスライムだった件 - BS11製作。2018年10月から2019年3月までTOKYO MXほかにて放送されたもの。当局では、2020年4月から同年9月までの再放送で初めて放送された。第2期はTOKYO MXほかと同じ時期に放送。本作(第1期・第2期)は2022年4月から、日本テレビでの実質的な再放送にあわせて、系列局の中京テレビでも放送された。第3期は日本テレビ系アニメ[注 23]として中京テレビで放送。
    - 転生したらスライムだった件 転スラ日記 - BS11製作。

  - ツキウタ。 THE ANIMATION
    - TSUKIPRO THE ANIMATION
    - TSUKIPRO THE ANIMATION 2 - 2021年7月に放送を開始したが、第9話以降の放送が延期となり、同枠では第1期のセレクションが放送された。同年10月から2022年1月まで改めて全話数が放送された。
    - VAZZROCK THE ANIMATION

  - 小林さんちのメイドラゴン - ABCアニメーション製作。
  - 魔法科高校の劣等生
    - 魔法科高校の劣等生 来訪者編
    - 魔法科高校の劣等生 追憶編
    - 魔法科高校の劣等生 （第3シーズン）ダブルセブン編
    - 魔法科高校の劣等生 （第3シーズン）スティープルチェース編
    - 魔法科高校の劣等生 （第3シーズン）古都内乱編
    - 魔法科高校の優等生

  - プリンセスコネクト!Re:Dive - WOWOW・TOKYO MX・BS11共同製作。
  - ラブライブ!虹ヶ咲学園スクールアイドル同好会
  - 盾の勇者の成り上がりSeason1 - AT-X製作。　
  - 盾の勇者の成り上がりSeason2 - AT-X製作。
  - 盾の勇者の成り上がりSeason3 - AT-X製作。
  - ようこそ実力至上主義の教室へ - AT-X製作。
  - メイドインアビス - AT-X製作。
  - 宇崎ちゃんは遊びたい! - ABCアニメーション・AT-X共同製作。
  - 艦隊これくしょん -艦これ-
    - 「艦これ」いつかあの海で - 2022年11月に放送を開始したが、第4話以降の放送が延期されたり第6話以降が月1回の放送となったため、年内に放送される予定であった最終回は2023年3月に放送された。

  - 魔王学院の不適合者 - AT-X・BS11・TOKYO MX共同製作。
    - 魔王学院の不適合者Ⅱ - AT-X・BS11・TOKYO MX・読売テレビ共同製作。第1クールは2023年1月に放送を開始したが、第7話以降が放送延期となり、同年7月から9月まで改めて全話数が放送された。第2クールは2024年4月に放送を開始したが、途中の話数に放送の延期があり、最終回は同年7月下旬に放送された。

  - 痛いのは嫌なので防御力に極振りしたいと思います。 - AT-X・ABCアニメーション共同製作。第2期は2023年1月に放送を開始したが、途中の話数に放送の延期があり、最終回は同年4月に放送された。
  - スパイ教室 （1st season・2ndseason）- AT-X・BS日テレ共同製作。
  - 陰の実力者になりたくて! - AT-X・BS日テレ共同製作。
  - HIGH CARD
  - ゆるキャン△ - AT-X・BS11共同製作。第1期は2018年1月から同年3月までTOKYO MXほかにて放送されたものであるが、当局では、2022年1月から同年3月までの再放送で初めて放送された。最終回の翌週に「BD＆DVD特典アニメ」を一挙放送。この再放送は当局では第1期で打ち切りとなり、第2期（本放送時にぎふチャン・三重テレビで放送）は未放送。第3期は本放送と同時期に当局で放送。
  - この素晴らしい世界に祝福を! - 第1期は2016年1月から同年3月までTOKYO MXほかにて放送されたもので東海地方ではぎふチャン・三重テレビで放送。放送延期となった作品の穴埋めとして2020年5月から同年7月まで同枠にて再放送されたが、当局では初放送。この再放送は当局では第1期で打ち切りとなり、第2期（本放送時にぎふチャン・三重テレビで放送）は未放送。スピンオフアニメおよび第3期は、本放送と同時期に当局で放送。
  - 【推しの子】（第1期・第2期）
    - Re:ゼロから始める異世界生活 第1期新編集版- AT-X製作。
    - Re:ゼロから始める異世界生活《新編集版》 - テレビ東京・AT-X共同製作（関東圏では独立局ネット）。2016年4月から同年9月までテレビ東京ほかにて放送されたものに新しく編集を加えて放送。
    - Re:ゼロから始める異世界生活 2nd season - AT-X製作。第1期はテレビ東京系列深夜アニメとして当局でも放送。
    - Re:ゼロから始める異世界生活 3rd season（襲撃編） - AT-X製作。
    - Re:ゼロから始める異世界生活 3rd season（反撃編）- AT-X製作。

  - MFゴースト - アニマックス製作。　
    - MFゴースト 2nd season - アニマックス製作。　

  - 鴨乃橋ロンの禁断推理 - AT-X製作。
    - 鴨乃橋ロンの禁断推理 2nd Season - AT-X製作。

  - わたしの幸せな結婚（第1期・第2期）
- LEGEND OF BASARA
- 同級生2
- To Heart
- こみっくパーティー
- よばれてとびでて!アクビちゃん
- MEZZO -メゾ-
- 美鳥の日々
- DearS
- うた∽かた
- プリンセスアワー
- 好きなものは好きだからしょうがない!!
- こいこい7
- 英國戀物語エマ - TBSテレビ制作（関東圏では独立局ネット）。第2期『第二幕』はTBSテレビ不関与の上、メ〜テレで放送。
- IZUMO -猛き剣の閃記-
- フタコイ オルタナティブ
- 機動新撰組 萌えよ剣 TV
- 奥さまは魔法少女
- ぺとぺとさん
- Canvas2 〜虹色のスケッチ〜
- はっぴぃセブン 〜ざ・テレビまんが〜
- 灼眼のシャナ - 第2期以降はCBCテレビで放送。
- ノエイン もうひとりの君へ
- Fate/stay night - TBSテレビ制作（関東圏では独立局ネット）。
- タクティカルロア
- パピヨンローゼ New Season
- 涼宮ハルヒの憂鬱 - 2006年版。2009年版については、本放送時はメ〜テレで放送されたが、2020年7月から同年12月まで当局でも放送された。
- うたわれるもの
- Strawberry Panic
- 錬金3級 まじかる?ぽか〜ん
- 吉宗
- となグラ!
- ちょこッとSister
- 夜明け前より瑠璃色な 〜Crescent Love〜 - TBSテレビ制作（関東圏では独立局ネット）。
- はぴねす!
- くじびきアンバランス
- 乙女はお姉さまに恋してる
- Saint October
- SHUFFLE! MEMORIES
- Project BLUE 地球SOS
- ひとひら
- セイント・ビースト 〜光陰叙事詩天使譚〜
- 大江戸ロケット
- この青空に約束を― 〜ようこそつぐみ寮へ〜
- 陸上防衛隊まおちゃん - 本放送はテレビ東京のみだったが、UHFアニメ形態のアンコール放送で当局初放送。
- らき☆すた
- sola
- ぼくらの
- ドージンワーク
- ケンコー全裸系水泳部 ウミショー
- School Days
- スカイガールズ
- はぴはぴクローバー
- もえたん
- ナイトウィザード The ANIMATION
- Myself ; Yourself
- キミキス pure rouge
- レンタルマギカ
- PRISM ARK
- ロザリオとバンパイア - 第2期『CAPU2』はぎふチャン・三重テレビで放送。
- AYAKASHI
- S・A 〜スペシャル・エー〜
- 我が家のお稲荷さま。
- クリスタル ブレイズ
- 紅
- 薬師寺涼子の怪奇事件簿
- 恋姫†無双 - 続編である『真・恋姫†無双』シリーズはぎふチャン・三重テレビで放送。
- キャシャーン Sins
- 北斗の拳 ラオウ外伝 天の覇王
- 喰霊 -零-
- まかでみ・WAっしょい!
- 伯爵と妖精
- まりあ†ほりっく - 第2期『あらいぶ』はテレビ東京系列深夜アニメとして当局でも放送。
- マリア様がみてる 4thシーズン - 第2期まではテレビ東京系アニメ（第3期はOVA）。
- 鋼殻のレギオス
- シャングリ・ラ
- 07-GHOST - 読売テレビ制作（関東圏では独立局ネット）。
- うみねこのなく頃に
- 宙のまにまに
- 生徒会の一存 - 第2期『Lv.2』はぎふチャン・三重テレビで放送。
- ダンス イン ザ ヴァンパイアバンド
- おまもりひまり
- いちばんうしろの大魔王
- 裏切りは僕の名前を知っている
- オオカミさんと七人の仲間たち
- 祝福のカンパネラ
- 生徒会役員共
- 学園黙示録 HIGHSCHOOL OF THE DEAD
- ストライクウィッチーズ2 - 第1期はぎふチャン・三重テレビで放送。
- あそびにいくヨ!
- スーパーロボット大戦OG -ジ・インスペクター-
- えむえむっ!
- 俺の妹がこんなに可愛いわけがない
- もっとTo LOVEる -とらぶる- - TBSテレビ制作（関東圏では独立局ネット）。
- Rio RainbowGate!
- お兄ちゃんのことなんかぜんぜん好きじゃないんだからねっ!!
- フリージング
- 日常
- そふてにっ
- アスタロッテのおもちゃ!
- 星空へ架かる橋
- ロウきゅーぶ!
- セイクリッドセブン - MBSテレビ製作。
- 異国迷路のクロワーゼ
- 猫神やおよろず
- C3 -シーキューブ-
- ましろ色シンフォニー
- ベン・トー
- 魔法少女リリカルなのはStrikerS - 本放送時は三重テレビで放送。TXN6局で実質再放送（愛知県では本放送扱い）。
- 戦姫絶唱シンフォギア
- ハイスクールD×D
- モーレツ宇宙海賊
- BRAVE10
- あの夏で待ってる
- パパのいうことを聞きなさい!
- アクセル・ワールド
- 謎の彼女X
- 黄昏乙女×アムネジア
- TARI TARI
- 人類は衰退しました
- はぐれ勇者の鬼畜美学
- カンピオーネ! 〜まつろわぬ神々と神殺しの魔王〜
- ココロコネクト
- 中二病でも恋がしたい! - TBSテレビ制作（関東圏では独立局ネット）。
- BTOOOM!
- 好きっていいなよ。
- CØDE:BREAKER
- さくら荘のペットな彼女 - MBSテレビ・アニマックス共同製作。
- ガールズ&パンツァー
- みなみけ ただいま - 第1期～第3期はテレビ東京系列深夜アニメとして当局でも放送。
- ゆゆ式
- はたらく魔王さま！[注 24]。
- 断裁分離のクライムエッジ
- 俺の妹がこんなに可愛いわけがない。
- 変態王子と笑わない猫。
- カーニヴァル
- よんでますよ、アザゼルさん。Z
- 波打際のむろみさん
- 進撃の巨人 - MBSテレビ製作。第3.5話はCBCテレビで放送。Season3はNHK総合（名古屋・岐阜・津の各局）で放送。
- ゆゆ式
- 変態王子と笑わない猫。
- BROTHERS CONFLICT - AT-X製作。
- たまゆら〜もあぐれっしぶ〜 - AT-X製作。第1期は三重テレビで放送。
- 幻影ヲ駆ケル太陽 - 朝日放送テレビ製作。
- 神さまのいない日曜日
- ふたりはミルキィホームズ - TOKYO MX製作。
- 境界の彼方 - TBSテレビ製作（関東圏では独立局ネット）。
- 凪のあすから - アニマックス製作。
- ゴールデンタイム
- リトルバスターズ! 〜Refrain〜 - AT-X製作。
- WHITE ALBUM2
- 夜桜四重奏 〜ハナノウタ〜
- ワルキューレ ロマンツェ - AT-X製作。
- 機巧少女は傷つかない - AT-X製作。
- 東京レイヴンズ - TOKYO MX製作。
- BLAZBLUE Alter Memory
- ウィッチクラフトワークス
- ノラガミ[注 24]。
- バディ・コンプレックス
- そにアニ -SUPER SONICO THE ANIMATION- - AT-X製作。
- のうりん - 作品の舞台が所在する岐阜放送でも同時期放送。
- ニセコイ[注 24] - MBSテレビ製作。
- 世界征服〜謀略のズヴィズダー〜 - MBSテレビ製作。
- ウィザード・バリスターズ 弁魔士セシル
- 星刻の竜騎士 - AT-X製作。
- 神々の悪戯
- キャプテン・アース - MBSテレビ製作。
- 一週間フレンズ。 - AT-X製作。
- 彼女がフラグをおられたら
- ブラック・ブレット - AT-X製作。
- ノーゲーム・ノーライフ - AT-X製作。
- エスカ&ロジーのアトリエ 〜黄昏の空の錬金術士〜
- ご注文はうさぎですか?[注 25]。
- M3〜ソノ黒キ鋼〜
- 幕末Rock
- グラスリップ
- 白銀の意思 アルジェヴォルン
- モモキュンソード
- まじもじるるも - AT-X製作。
- 精霊使いの剣舞 - AT-X製作。
- 魔弾の王と戦姫 - AT-X製作。
- 失われた未来を求めて
- SHIROBAKO - BSフジ製作。
- 神撃のバハムート GENESIS
- 暁のヨナ - TOKYO MX・AT-X共同製作。
- クロスアンジュ 天使と竜の輪舞
- アブソリュート・デュオ - AT-X製作。
- ユリ熊嵐 - MBSテレビ製作。
- DOG DAYS" - 第2期まではCBCテレビで放送。
- ローリング☆ガールズ - MBSテレビ製作。
- 探偵歌劇 ミルキィホームズ TD - TOKYO MX製作。
- 純潔のマリア
- 終わりのセラフ
- 攻殻機動隊ARISE ALTERNATIVE ARCHITECTURE
- 山田くんと7人の魔女
- うたの☆プリンスさまっ♪ マジLOVEレボリューションズ
- ミカグラ学園組曲 - AT-X製作。
- 魔法少女リリカルなのはViVid
- ダンジョンに出会いを求めるのは間違っているだろうか[注 24]。
- GANGSTA. - TOKYO MX・朝日放送テレビ共同製作。
- アクエリオンロゴス - AT-X・TOKYO MX共同製作。
- 下ネタという概念が存在しない退屈な世界 - AT-X製作。
- 監獄学園
- ヘヴィーオブジェクト
- 落第騎士の英雄譚 - AT-X製作。
- うたわれるもの 偽りの仮面
- 緋弾のアリアAA - AT-X製作。
- VALKYRIE DRIVE -MERMAID- - AT-X製作。
- プリンス・オブ・ストライド オルタナティブ - AT-X製作。
- 無彩限のファントム・ワールド - 朝日放送テレビ製作。
- ディバインゲート
- Dimension W - TOKYO MX製作。
- 最弱無敗の神装機竜 - AT-X製作。
- テラフォーマーズ リベンジ - 第1期はCBCテレビで放送。
- ジョーカー・ゲーム - AT-X製作。
- 田中くんはいつもけだるげ - MBSテレビ製作。
- キズナイーバー - 朝日放送テレビ・BS11共同製作。
- ハイスクール・フリート - BS11製作。
- orange - AT-X・ABCアニメーション・テレビ愛知共同製作。
- チア男子!! - TOKYO MX製作。
- ねじ巻き精霊戦記 天鏡のアルデラミン - BSフジ製作。
- アンジュ・ヴィエルジュ
- SHOW BY ROCK‼# - TOKYO MX製作。第1期は未放送。
- マジきゅんっ!ルネッサンス
- ステラのまほう - AT-X製作。
- 幼女戦記 - AT-X製作。
- 南鎌倉高校女子自転車部 - AT-X製作。
- チェインクロニクル 〜ヘクセイタスの閃〜
- ハンドシェイカー
- GRANBLUE FANTASY The Animation[注 24]
- ロクでなし魔術講師と禁忌教典 - AT-X製作。
- 武装少女マキャヴェリズム - AT-X製作。
- 月がきれい - MBSテレビ製作。
- ひなこのーと - AT-X製作。
- Re:CREATORS - ABCアニメーション製作。
- エロマンガ先生 - BS11製作。
- 終末なにしてますか? 忙しいですか? 救ってもらっていいですか? - AT-X製作。
- ソード・オラトリア ダンジョンに出会いを求めるのは間違っているだろうか外伝
- 最遊記RELOAD BLAST - AT-X製作。
- バチカン奇跡調査官 - WOWOW・KBS京都共同製作。
- えとたま - 2015年4月から同年6月までTOKYO MXほかにて放送されたもの。当局では、2017年10月から同年12月までの再放送で初めて放送された。
- aiseki MOGOL GIRL
- 戦刻ナイトブラッド
- 少女終末旅行 - AT-X製作。
- Code:Realize 〜創世の姫君〜 - AT-X製作。
- ブレンド・S - 関西テレビ製作。
- 魔法使いの嫁 - 第2期はぎふチャンで放送。
- グランクレスト戦記 - ABCアニメーション・BS11共同製作。
- サンリオ男子
- スロウスタート - 関西テレビ製作。
- ダメプリ ANIME CARAVAN - TOKYO MX・BSフジ共同製作。
- ヴァイオレット・エヴァーガーデン - ABCアニメーション製作。
- ハクメイとミコチ - AT-X製作。
- 多田くんは恋をしない - AT-X・BS11共同製作。
- ヒナまつり - AT-X製作。
- LOST SONG - TOKYO MX・テレビ愛知・BSフジ共同製作。
- Butlers〜千年百年物語〜
- 千銃士
- 殺戮の天使 - AT-X・KBS京都共同製作。
- はるかなレシーブ - AT-X製作。
- あそびあそばせ - AT-X製作。
- アンゴルモア 元寇合戦記 - サンテレビ製作。
- ロード オブ ヴァーミリオン 紅蓮の王
- RErideD-刻越えのデリダ-
- となりの吸血鬼さん - AT-X・TOKYO MX共同製作。
- やがて君になる - AT-X製作。
- うちのメイドがウザすぎる! - AT-X製作。
- 俺が好きなのは妹だけど妹じゃない - AT-X・サンテレビ共同製作。
- ベルゼブブ嬢のお気に召すまま。 - ABCアニメーション・TOKYO MX共同製作。
- 火ノ丸相撲 - BS11製作。
- ブギーポップは笑わない - AT-X製作。本作品は2000年1月から3月まで「ブギーポップは笑わない Boogiepop Phantom」のタイトルで、オリジナル作品としてTXN6局ほか一部系列外局でも放送された。
- 私に天使が舞い降りた! - AT-X製作。
- 明治東亰恋伽 - TOKYO MX・テレビ愛知・BSフジ共同製作。
- デート・ア・ライブⅢ - AT-X製作。第2期まではぎふチャン・三重テレビで放送。第4期・第5期は東海地方未放送。
- 荒野のコトブキ飛行隊
- 真夜中のオカルト公務員 - TOKYO MX製作。
- ストライクウィッチーズ 501部隊発進しますっ!
- 世話やきキツネの仙狐さん - AT-X・BS11共同製作。
- 彼方のアストラ - AT-X製作。
- ダンベル何キロ持てる? - AT-X製作。
- 女子高生の無駄づかい - AT-X製作。
- ナカノヒトゲノム【実況中】 - AT-X製作。
- 異世界チート魔術師 - AT-X・KBS京都共同製作。
- 通常攻撃が全体攻撃で二回攻撃のお母さんは好きですか? - TOKYO MX・BS11共同製作。
- あんさんぶるスターズ!
- グリザイア:ファントムトリガー THE ANIMATION
- 旗揚!けものみち - AT-X製作。
- 慎重勇者〜この勇者が俺TUEEEくせに慎重すぎる〜 - AT-X製作。
- 俺を好きなのはお前だけかよ - TOKYO MX・BS11共同製作。
- 厨病激発ボーイ
- 警視庁 特務部 特殊凶悪犯対策室 第七課 -トクナナ- - AT-X製作。
- アフリカのサラリーマン
- 私、能力は平均値でって言ったよね! - AT-X・ABCアニメーション・テレビ愛知共同製作。
- 恋する小惑星 - AT-X製作。
- ダーウィンズゲーム - AT-X・TOKYO MX・BS11共同製作。
- ID：INVADED イド：インヴェイデッド - BS11製作。
- number24 - TOKYO MX製作。
- プランダラ
- ケンガンアシュラ - MBSテレビ製作。
- 社長、バトルの時間です! - BS日テレ・AT-X共同製作。
- 天晴爛漫! - AT-X製作。2020年4月に放送を開始したが、第4話以降の放送が延期となり、同枠では「この素晴らしい世界に祝福を!」が放送された。同年7月から9月まで改めて全話数が放送された。
- ド級編隊エグゼロス - AT-X・TOKYO MX・BS11共同製作。
- デカダンス - AT-X・BS11共同製作。
- 魔女の旅々 - AT-X製作。
- 『ヒプノシスマイク-Division Rap Battle-』Rhyme Anima - 第2期はCBCテレビで放送。
- 無能なナナ - AT-X・BSフジ共同製作。
- キミと僕の最後の戦場、あるいは世界が始まる聖戦（seasonⅠ）[注 24] - ABCアニメーション・AT-X共同製作。
- ストライクウィッチーズ ROAD to BERLIN
- D4DJ First Mix[注 24]。
- 天地創造デザイン部 - AT-X・BSフジ・TOKYO MX・テレビ愛知共同製作。
- アルゴナビス from BanG Dream! - MBSテレビ放送協力。2020年4月から同年7月までTBSテレビほかにて放送されたもの。本放送時はCBCテレビで放送されたが、2021年1月から同年3月まで当局でも放送された。
- 蜘蛛ですが、なにか? - AT-X製作。2021年1月に放送を開始したが、同年6月末に放送予定だった最終回の第24話は放送延期となり、同年7月に放送された。
- スーパーカブ - AT-X製作。
- 幼なじみが絶対に負けないラブコメ - AT-X・サンテレビ共同製作。
- 探偵はもう、死んでいる。 - BS日テレ・AT-X共同製作。
- 迷宮ブラックカンパニー - ABCアニメーション・BS日テレ共同製作。
- D_CIDE TRAUMEREI THE ANIMATION
- SELECTION PROJECT - 第1話のみAT-X製作、第2話から最終話までAT-X・テレビ愛知共同製作。
- MUTEKING THE Dancing HERO - テレビ大阪・BS日テレ・TOKYO MX・TVA advance共同製作。
- 無職転生 〜異世界行ったら本気だす〜（第1期第2クール） - BS11製作。第1クール及び第2期第1クール・第2クールは未放送。
- 世界最高の暗殺者、異世界貴族に転生する - AT-X・テレビ愛知共同製作。
- プラオレ!〜PRIDE OF ORANGE〜 - とちぎテレビ協力。
- Deep Insanity THE LOST CHILD
- 宇宙よりも遠い場所 - AT-X製作。2018年1月から同年3月までTOKYO MXほかにて放送されたもの。当局では、2021年10月から（当局は2022年1月まで）の再放送で初めて放送された。
- SCARLET NEXUS - 2021年7月から同年12月までTOKYO MXほかにて放送されたもの。当局では、2021年10月から2022年4月にかけて放送された。
- ハコヅメ〜交番女子の逆襲〜 - AT-X・BS日テレ共同製作。
- スローループ - AT-X製作。
- 佐々木と宮野 - BS日テレ・テレビ愛知共同製作。
- トライブナイン
- ブラック★★ロックシューター DAWN FALL - BS11製作。第1期は東海テレビにて放送。
- RPG不動産 - AT-X・BS日テレ共同製作。
- 恋は世界征服のあとで - BS朝日・AT-X・テレビ愛知共同製作。
- 連盟空軍航空魔法音楽隊ルミナスウィッチーズ - AT-X・BS日テレ・テレビ愛知共同製作。
- 異世界おじさん - AT-X・BS11共同製作。2022年7月に放送を開始したが、第8話以降の放送が延期となり、同年10月より改めて第1話から放送されるも最終話の放送が再び延期となった。2023年3月に最終話が放送された。
- 勇者パーティーを追放されたビーストテイマー、最強種の猫耳少女と出会う
- 不徳のギルド - AT-X製作。
- 恋愛フロップス - AT-X・BS11・TOKYO MX・テレビ愛知・サンテレビ共同製作。
- 転生王女と天才令嬢の魔法革命 - AT-X・関西テレビ・TVA advance共同製作。
- あやかしトライアングル - 読売テレビ・BS11共同製作。2023年1月に放送を開始したが、第5話以降が放送延期となり、その後放送が再開されるも第7話以降も放送延期となった。同年7月から9月まで改めて全話数が放送された。
- 天国大魔境 - MBSテレビ製作。
- 事情を知らない転校生がグイグイくる。 - アニマックス・BSフジ共同製作。
- ワールドダイスター
- ライザのアトリエ 〜常闇の女王と秘密の隠れ家〜 - BS11製作。
- オーバーテイク! - AT-X・BS11・テレビ愛知共同製作。
- 炸裂!あまびえ姫。
- ダンジョン飯
- ワンルーム、日当たり普通、天使つき。 - 関西テレビ製作。
- この素晴らしい世界に祝福を!3
- ゆるキャン△ SEASON3
- しかのこのこのここしたんたん
- 2.5次元の誘惑（第1期）
- ハミダシクリエイティブ
- グリザイア：ファントムトリガー - TOKYO MX・BS日テレ共同製作。
- クラスの大嫌いな女子と結婚することになった。 - TOKYO MX・BS11共同製作。
- 想星のアクエリオン Myth of Emotions - テレビ愛知製作。
- ギルドの受付嬢ですが、残業は嫌なのでボスをソロ討伐しようと思います - BS11製作。
- 戦隊レッド 異世界で冒険者になる - BS11・AT-X・TVA advance共同製作。
- 前橋ウィッチーズ - BS11製作。
- 華Doll*-Reinterpretation of Flowering- - TOKYO MX・BS日テレ共同製作。
- 連盟空軍航空魔法音楽隊ルミナスウィッチーズ - AT-X・BS日テレ・テレビ愛知共同製作。
- 精霊幻想記2 - BSフジ製作。

## マスコットキャラクター

### 現在採用中のキャラクター
- といろちゃん - 開局25周年記念として2008年（平成20年）元日より同局でティザーCMが放送され、1月下旬に正式発表されたキャラクター。頭頂部にテレビ愛知の地上デジタルチャンネル番号の10が書かれており、腰には10色のボールが付けられている。歩くと、テレビ愛知のロゴにも含まれているハートの形の足跡を残す。本人はテレビ愛知の受付嬢だと思い込んでいる。現在、このキャラクターに関しての公式サイト・といろちゃんねるが公開されている。
- メリ夫 - テレビ愛知のマスコットキャラクターではなく、正確にはテレビ愛知エコキャンペーンのマスコットキャラクターである。そのため、中京広域圏向けに制作された地上デジタル放送推進CMにメリ夫は登場しないが、前述のといろちゃんが登場する前までは同局のマスコットキャラクターとして地上デジタル放送推進イベントに出演することもあった。といろちゃん登場後も、引き続き同局のエコキャンペーンCMやミニ番組等に出演している。

### 過去に採用されたキャラクター
- ティーバ・ファミリー（1995年（平成7年） - 1998年（平成10年）） - その名の通り父・母・兄・妹の四人家族であり、名前はテレビ愛知の英略称「TVA」に由来する。採用されていた当時は、『おはようティーバ』『それゆけティーバ』『見てね!ティーバ』というミニ番組群が同局で放送されていた。
- A （2000年（平成12年） - 2002年（平成14年）） - テレビ愛知の英略称「TVA」のうちの「A」の形を模したキャラクター。
- ホーリー（2003年（平成15年） - 2004年（平成16年）） - シャベルを手にしたイヌのキャラクター。
- デジタル10チャンネル（2004年（平成16年） - 2007年（平成19年）） - テレビ愛知地上デジタル放送のチャンネル数である「10」の形を模したキャラクター。正式な放送局のマスコットキャラクターではなく、デジタル放送推進キャラクターという位置付けにあった。

## キャッチフレーズとテーマ
- ニコニコ家族のテレビ愛知（開局 - 期間不明） - 開局キャンペーンの新聞広告では「ニコニコ家族のチャンネル25」と表記されていたほか、コアラの親子の写真が使われていた。1st、5th、10th
- はぁ〜い テレビ愛知 15th（1998年（平成10年） - 1999年（平成11年））
- I LOVE A テレビあいち（2000年（平成12年） - 2002年（平成14年）） - この当時の局ロゴは「テレビあいち」と平仮名で表記されていた。
- ココ掘れ テレビ愛知 20th（2003年（平成15年） - 2004年（平成16年））
- デジタルは10チャンネル テレビ愛知（2004年（平成16年） - 2007年（平成19年））
- 10〜っと テレビ愛知 25th（2008年（平成20年） - 2012年（平成24年）） - 関連スポットCMとして放送された「10〜っと劇場 写真が語る家族愛篇」は、2009年度の日本民間放送連盟・CM部門テレビCM優秀賞を受賞した[31]。
- 30th テレビ愛知 10チャン気分。（2013年（平成25年） - 2014年（平成26年）3月）
- 10チャンにタッチ テレビ愛知 35th（2018年（平成30年）1月 - 2019年（令和元年）9月）開局35周年のテーマは地元・愛知への感謝。
- ほめられたいテレビ局。テレビ愛知（2019年（令和元年）10月 - 2023年（令和5年）3月）
- 全力10チャン宣言!（2023年（令和5年）4月 - ）開局40周年記念。
- 10んがってる? （2023年（令和5年）4月 - ）

## イベント
- マンモスフリーマーケット - 日本最大級のフリーマーケットで、テレビ愛知を代表するイベントの1つ。ゴールデンウィークと秋の年2回、ポートメッセなごやで開催。
- 世界コスプレサミット - 2003年（平成15年）から開催。これも現在のテレビ愛知を代表するイベントである。
- コンサート - 在名テレビ局はその殆どがクラシックコンサートを主催しているが、テレビ愛知はクラシックの他にも演歌歌手を起用した演歌公演を主催することが多い。一部の同局主催のクラシックコンサートには、「○○（協賛企業名）スペシャル」と協賛企業がつく。
- アニメ関連イベント - テレビ東京系全国ネットアニメ『ポケットモンスター』などの関連イベントを主催している。

## 不祥事
- 2009年（平成21年）1月15日（1月16日未明）に放送された自社製作番組『松井誠と井田國彦の名古屋見世舞』（実制作担当はビデオネット）において、名古屋市内の観光地で出演者が通行人に感想を尋ねるコーナーに、通行人を装ったメイク担当のスタッフ2人が出演した。同放送分は1月22日午後に再放送されたが、この「通行人」の名前と番組の最後に表示されるスタッフの名前が同じなのを不審に思った視聴者の指摘により、同日になってやらせが発覚。テレビ愛知は同27日、「外部で制作した番組のチェック態勢が不十分だった。再発防止に努めたい」と謝罪すると共に、「出演者に次の予定があり、通行人を探す時間がなかった」と釈明した[32]。1月29日午後の再放送は中止になり、『遊びに行こっ!〜旅するTV〜ホトチャンネル』傑作選に差し替えられた。しかし同日、問題となった回の収録現場に居合わせていたテレビ愛知の営業担当社員が、やらせが行われていると知りつつもそれを黙認していたことが明らかになり、2月3日、「同局社員が関与した以上、これ以上放送を続けることはできない」として、1月29日（1月30日未明）放送分をもって番組を打ち切ることを発表した。